# Lista conducătorilor de stat în anul 2011
Lista conducătorilor de stat în anul 2011 se bazează pe Lista statelor lumii și pe Lista de teritorii dependente, așa cum sunt ele cunoscute de la 1 ianuarie 2011 pâna la 31 decembrie 2011.
Lista principală numără, în anul 2011, 199 state memebre sau observatori în cadrul ONU. Listele adiționale conțin: State independente recunoscute parțial de comunitatea internațională, State independente nerecunoscute, Teritorii independente de facto, Entități cu statut apropiat de cel de stat, Territorii nesuverane, autonome sau cu administrație specială și Guverne alternative și/sau în exil .
Șefii executivului statelor suverane sunt în principal șefii de stat și șefii de guvern:
- Un șef de stat este o persoană fizică, uneori juridică, care reprezintă simbolic continuitatea și legitimitatea statului. Lui îi sunt rezervate în mod tradițional diverse funcții: reprezentarea externă, promulgarea legilor, nominalizarea titularilor unor funcții publice la nivel înalt. În funcție de stat el poate fi cel mai important deținător al puterii executive sau doar să personalizeze puterea supremă exercitată în numele lui de alte personalități politice.
- Un șef de guvern este o persoană fizică care deține primul sau al doilea rol executiv (conform tipului de regim politic) și se află în fruntea guvernului adică a totalității miniștrilor sau secretarilor de stat însărcinați cu responsabilități executive.

În cazul teritoriilor autonome și a altor colectivități nesuverane, adică dependente de un stat suveran, titlurile șefului executiv local sunt diferite: prefect, bailiff, guvernator, președinte etc.

## State independente recunoscute cvasigeneral
| Statul                                                                               | Funcția                                                                             | Numele | Începând cu                           |
| ------------------------------------------------------------------------------------ | ----------------------------------------------------------------------------------- | --- | ------------------------------------- |
| Afganistan                                                                           | Președinte al Republicii                                                            | Hamid Karzai | 22 decembrie 2001                     |
| Africa de Sud · (vezi și : §13)                                                      | Președinte al Republicii                                                            | Jacob Zuma | 9 mai 2009                            |
| Albania                                                                              | Președinte al Republicii                                                            | Bamir Topi | 24 iulie 2007                         |
| Albania                                                                              | Prim-ministru (ministru șef)                                                        | Sali Berisha | 11 septembrie 2005                    |
| Algeria                                                                              | Președinte al Republicii                                                            | Abdelaziz Bouteflika | 27 aprilie 1999                       |
| Algeria                                                                              | Prim-ministru                                                                       | Ahmed Ouyahia | 23 iunie 2008                         |
| Andorra                                                                              | Coprinț episcopal                                                                   | Joan Enric Vives Sicília | 12 mai 2003                           |
| Andorra                                                                              | Coprinț francez                                                                     | Nicolas Sarkozy | 16 mai 2007                           |
| Andorra                                                                              | Reprezentant personal al coprințului episcopal                                      | Nemesi Marquès Oste | 30 iulie 2003                         |
| Andorra                                                                              | Reprezentant personal al coprințului francez                                        | Christian Frémont | 28 iulie 2008                         |
| Andorra                                                                              | Șefi ai guvernului (succesivi)                                                      | Antoni Martí | 12 mai 2011                           |
| Andorra                                                                              | Șefi ai guvernului (succesivi)                                                      | Pere López Agràs (interimar) | 28 aprilie 2011                       |
| Andorra                                                                              | Șefi ai guvernului (succesivi)                                                      | Jaume Bartumeu Cassany | 4 iunie 2009                          |
| Angola                                                                               | Președinte al Republicii                                                            | José Eduardo dos Santos | 10 septembrie 1979                    |
| Antigua și Barbuda · (vezi și : §13)                                                 | Regină                                                                              | Elisabeta a II-a | 1 noiembrie 1981                      |
| Antigua și Barbuda · (vezi și : §13)                                                 | Guvernatoare generală                                                               | dame Louise Lake-Tack | 17 iulie 2007                         |
| Antigua și Barbuda · (vezi și : §13)                                                 | Prim-ministru                                                                       | Baldwin Spencer | 24 martie 2004                        |
| Arabia Saudită                                                                       | Rege                                                                                | Sultan , (regent de facto) | 22 noiembrie 2010 - 23 februarie 2011 |
| Arabia Saudită                                                                       | Rege                                                                                | Abdullah , , | 1 august 2005                         |
| Arabia Saudită                                                                       | Președinte al Consiliului de Miniștri                                               | Abdullah | 1 august 2005                         |
| Argentina · (vezi și : §13)                                                          | Președintă a Națiunii                                                               | Cristina Fernández de Kirchner | 10 decembrie 2007                     |
| Argentina · (vezi și : §13)                                                          | Șefi ai cabinetului (succesivi)                                                     | Juan Manuel Abal Medina | 10 decembrie 2011                     |
| Argentina · (vezi și : §13)                                                          | Șefi ai cabinetului (succesivi)                                                     | Aníbal Fernández | 8 iulie 2009                          |
| Armenia                                                                              | Președinte al Republicii                                                            | Serzh Sargsyan | 9 aprilie 2008                        |
| Armenia                                                                              | Prim-ministru                                                                       | Tigran Sargsyan | 9 aprilie 2008                        |
| Australia · (vezi și : §6)                                                           | Regină                                                                              | Elisabeta a II-a | 6 februarie 1952                      |
| Australia · (vezi și : §6)                                                           | Guvernatoare generală                                                               | Quentin Bryce | 5 septembrie 2008                     |
| Australia · (vezi și : §6)                                                           | Prim-ministru                                                                       | Julia Gillard | 24 iunie 2010                         |
| Austria                                                                              | Președinte federal al Republicii                                                    | Heinz Fischer | 8 iulie 2004                          |
| Austria                                                                              | Cancelar federal                                                                    | Werner Faymann | 2 decembrie 2008                      |
| Azerbaidjan · (vezi și : §3 și §13)                                                  | Președinte al Republicii                                                            | Ilham Aliyev , | 15 octombrie 2003                     |
| Azerbaidjan · (vezi și : §3 și §13)                                                  | Prim-ministru                                                                       | Artur Rasizade | 31 octombrie 2003                     |
| Bahamas                                                                              | Regină                                                                              | Elisabeta a II-a | 10 iulie 1973                         |
| Bahamas                                                                              | Guvernator general                                                                  | sir Arthur Foulkes | 14 aprilie 2010                       |
| Bahamas                                                                              | Prim-ministru                                                                       | Hubert Ingraham | 4 mai 2007                            |
| Bahrain                                                                              | Rege                                                                                | șeic Hamad bin Isa al Khalifa | 6 martie 1999                         |
| Bahrain                                                                              | Prim-ministru (ministru președinte)                                                 | șeic Khalifa bin Salman al-Khalifa , | 19 ianuarie 1970                      |
| Bangladesh                                                                           | Președinte al Republicii                                                            | Zillur Rahman | 12 februarie 2009                     |
| Bangladesh                                                                           | Prim-ministru                                                                       | șeica Hasina Wazed , | 6 ianuarie 2009                       |
| Barbados                                                                             | Regină                                                                              | Elisabeta a II-a | 30 noiembrie 1966                     |
| Barbados                                                                             | Guvernatori generali (succesivi)                                                    | Elliott Belgrave (interimar) | 1 noiembrie 2011                      |
| Barbados                                                                             | Guvernatori generali (succesivi)                                                    | sir Clifford Husbands | 1 iunie 1996                          |
| Barbados                                                                             | Prim-ministru                                                                       | Freundel Stuart | 23 octombrie 2010                     |
| Belarus (vezi și : §15)                                                              | Președinte                                                                          | Aleksandr Lukașenko | 20 iulie 1994                         |
| Belarus (vezi și : §15)                                                              | Prim-ministru                                                                       | Mihail Miasnikovič | 28 decembrie 2010                     |
| Belgia                                                                               | Rege (al belgienilor)                                                               | Albert al II-lea | 9 august 1993                         |
| Belgia                                                                               | Prim-miniștri (succesivi)                                                           | Elio Di Rupo | 5 decembrie 2011                      |
| Belgia                                                                               | Prim-miniștri (succesivi)                                                           | Yves Leterme | 25 noiembrie 2009                     |
| Belize                                                                               | Regină                                                                              | Elisabeta a II-a | 21 septembrie 1981                    |
| Belize                                                                               | Guvernator general                                                                  | sir Colville Young | 17 noiembrie 1993                     |
| Belize                                                                               | Prim-ministru                                                                       | Dean Barrow | 8 februarie 2008                      |
| Benin                                                                                | Președinte al Republicii                                                            | Yayi Boni | 6 aprilie 2006                        |
| Benin                                                                                | Prim-ministru                                                                       | Pascal Koupaki | 28 mai 2011                           |
| Bhutan                                                                               | Rege                                                                                | Jigme Khesar Namgyel Wangchuck | 14 decembrie 2006                     |
| Bhutan                                                                               | Prim-ministru (lyonchen)                                                            | lyonchen Jigme Thinley | 9 aprilie 2008                        |
| Birmania                                                                             | Șefi de stat (succesivi)                                                            | Thein Sein (președinte al republicii) | 4 februarie 2011                      |
| Birmania                                                                             | Șefi de stat (succesivi)                                                            | Than Shwe (președinte al Consiliului de Stat pentru Pace și Dezvoltare) | 23 aprilie 1992                       |
| Birmania                                                                             | Prim-ministru                                                                       | funcție desființată | 4 februarie 2011                      |
| Birmania                                                                             | Prim-ministru                                                                       | Thein Sein , | 18 mai 2007                           |
| Bolivia                                                                              | Președinte constituțional al statului plurinațional                                 | Evo Morales | 22 ianuarie 2006                      |
| Bosnia și Herțegovina                                                                | Președinți ai Consiliului Prezidențial (succesivi)                                  | Željko Komšić | 10 iulie 2011                         |
| Bosnia și Herțegovina                                                                | Președinți ai Consiliului Prezidențial (succesivi)                                  | Nebojša Radmanović | 10 noiembrie 2010                     |
| Bosnia și Herțegovina                                                                | Președinte al Consiliului de Miniștri                                               | Nikola Špirić | 11 ianuarie 2007                      |
| Bosnia și Herțegovina                                                                | Înalt reprezentant internațional                                                    | Valentin Inzko (Austria) | 26 martie 2009                        |
| Botswana                                                                             | Președinte al Republicii                                                            | Seretse Ian Khama | 1 aprilie 2008                        |
| Brazilia · (vezi și : §13)                                                           | Președinți ai Republicii federale (succesivi)                                       | Dilma Rousseff | 1 ianuarie 2011                       |
| Brazilia · (vezi și : §13)                                                           | Președinți ai Republicii federale (succesivi)                                       | Luiz Inácio Lula da Silva | 1 ianuarie 2003                       |
| Brunei                                                                               | Sultan [și suveran (Yang Di Pertuan)]                                               | sir Hassanal Bolkiah | 5 octombrie 1967                      |
| Brunei                                                                               | Prim-ministru                                                                       | sir Hassanal Bolkiah | 1 ianuarie 1984                       |
| Bulgaria                                                                             | Președinte al Republicii                                                            | Georgi Pârvanov | 22 ianuarie 2002                      |
| Bulgaria                                                                             | Prim-ministru (ministru președinte)                                                 | Boiko Borisov | 27 iulie 2009                         |
| Burkina Faso                                                                         | Președinte al Faso (Republicii)                                                     | Blaise Compaoré | 15 octombrie 1987                     |
| Burkina Faso                                                                         | Prim-miniștri (succesivi)                                                           | Luc-Adolphe Tiao | 18 aprilie 2011                       |
| Burkina Faso                                                                         | Prim-miniștri (succesivi)                                                           | Tertius Zongo | 4 iunie 2007                          |
| Burundi                                                                              | Președinte al Republicii                                                            | Pierre Nkurunziza | 26 august 2005                        |
| Cambodgia                                                                            | Rege                                                                                | Norodom Sihamoni | 29 octombrie 2004                     |
| Cambodgia                                                                            | Prim-ministru                                                                       | samdech Hun Sen | 31 decembrie 1984                     |
| Camerun                                                                              | Președinte al Republicii                                                            | Paul Biya | 6 noiembrie 1982                      |
| Camerun                                                                              | Prim-ministru                                                                       | Philémon Yang | 30 iunie 2009                         |
| Canada                                                                               | Regină                                                                              | Elisabeta a II-a | 6 februarie 1952                      |
| Canada                                                                               | Guvernator general                                                                  | David Johnston | 1 octombrie 2010                      |
| Canada                                                                               | Prim-ministru                                                                       | Stephen Harper | 6 februarie 2006                      |
| Capul Verde                                                                          | Președinți ai Republicii (succesivi)                                                | Jorge Carlos Fonseca | 21 august 2011                        |
| Capul Verde                                                                          | Președinți ai Republicii (succesivi)                                                | Pedro Pires | 22 mai 2001                           |
| Capul Verde                                                                          | Prim-ministru                                                                       | José Maria Neves | 1 februarie 2001                      |
| Cehia                                                                                | Președinte al Republicii                                                            | Václav Klaus | 7 martie 2003                         |
| Cehia                                                                                | Prim-ministru (președinte al Guvernului)                                            | Petr Nečas | 13 iulie 2010                         |
| Centrafricană, Republica                                                             | Președinte al Republicii                                                            | François Bozizé | 15 martie 2003                        |
| Centrafricană, Republica                                                             | Prim-ministru                                                                       | Faustin Archange Touadéra | 22 ianuarie 2008                      |
| Chile · (vezi și : §13)                                                              | Președinte al Republicii                                                            | Sebastián Piñera | 11 martie 2010                        |
| China (vezi și : §2, §13 și §15)                                                     | Secretar general al Partidului Comunist Chinez                                      | Hu Jintao | 15 noiembrie 2002                     |
| China (vezi și : §2, §13 și §15)                                                     | Președinte ai Republicii                                                            | Hu Jintao | 15 martie 2003                        |
| China (vezi și : §2, §13 și §15)                                                     | Premier al Consiliului de Stat                                                      | Wen Jiabao | 16 martie 2003                        |
| Ciad                                                                                 | Președinte al Republicii                                                            | Idriss Déby Itno | 2 decembrie 1990                      |
| Ciad                                                                                 | Prim-ministru                                                                       | Emmanuel Nadingar | 5 martie 2010                         |
| Cipru · (vezi și : §2)                                                               | Președinte al Republicii                                                            | Dimítris Christófias | 28 februarie 2008                     |
| Coasta de Fildeș                                                                     | Președinți ai Republicii (în concurență)                                            | Alassane Ouattara , (corevendicator din 4 decembrie 2010 până în 11 aprilie 2011) | 4 decembrie 2010                      |
| Coasta de Fildeș                                                                     | Președinți ai Republicii (în concurență)                                            | Laurent Gbagbo (corevendicator din 4 decembrie 2010 până în 11 aprilie 2011) | 26 octombrie 2000 - 11 aprilie 2011   |
| Coasta de Fildeș                                                                     | Prim-miniștri (în concurență)                                                       | Gilbert Marie N'gbo Aké , (corevendicator din 4 decembrie 2010 până în 11 aprilie 2011) | 7 decembrie 2010 - 11 aprilie 2011    |
| Coasta de Fildeș                                                                     | Prim-miniștri (în concurență)                                                       | Guillaume Soro , (corevendicator din 4 decembrie 2010 până în 11 aprilie 2011) | 4 aprilie 2007                        |
| Columbia · (vezi și : §13)                                                           | Președinte al Republicii                                                            | Juan Manuel Santos | 7 august 2010                         |
| Comore                                                                               | Președinți ai Uniunii (succesivi)                                                   | Ikililou Dhoinine | 26 decembrie 2011                     |
| Comore                                                                               | Președinți ai Uniunii (succesivi)                                                   | Ahmed Abdallah Mohamed Sambi | 26 mai 2006                           |
| Congo, Republica                                                                     | Președinte al Republicii                                                            | Denis Sassou-Nguesso , | 25 octombrie 1997                     |
| Congo, Republica Democrată                                                           | Președinte al Republicii                                                            | Joseph Kabila , | 17 ianuarie 2001                      |
| Congo, Republica Democrată                                                           | Prim-ministru                                                                       | Adolphe Muzito | 10 octombrie 2008                     |
| Coreea, Republica                                                                    | Președinte al Republicii                                                            | Lee Myung-bak | 25 februarie 2008                     |
| Coreea, Republica                                                                    | Prim-ministru                                                                       | Kim Hwang-sik | 1 octobrie 2010                       |
| Coreeană, R.P.D.                                                                     | Lideri supremi (succesivi)                                                          | Kim Jong-un , | 29 decembrie 2011                     |
| Coreeană, R.P.D.                                                                     | Lideri supremi (succesivi)                                                          | funcție vacantă | 17 decembrie 2011                     |
| Coreeană, R.P.D.                                                                     | Lideri supremi (succesivi)                                                          | Kim Jong-il | 8 iulie 1994                          |
| Coreeană, R.P.D.                                                                     | Secretar general al Partidului Muncii din Coreea                                    | funcție vacantă | 17 decembrie 2011                     |
| Coreeană, R.P.D.                                                                     | Secretar general al Partidului Muncii din Coreea                                    | Kim Jong-il , | 8 octombrie 1997.                     |
| Coreeană, R.P.D.                                                                     | Președinte al Comisiei Apărării Naționale                                           | funcție vacantă | 17 decembrie 2011                     |
| Coreeană, R.P.D.                                                                     | Președinte al Comisiei Apărării Naționale                                           | Kim Jong-il , | 9 aprilie 1993.                       |
| Coreeană, R.P.D.                                                                     | Președinte etern                                                                    | Kim Ir-sen | 5 septembrie 1998                     |
| Coreeană, R.P.D.                                                                     | Președinte al Prezidiului Adunării Populare Supreme                                 | Kim Yong-nam | 5 septembrie 1998                     |
| Coreeană, R.P.D.                                                                     | Premier al Cabinetului                                                              | Choe Yong-rim | 7 iunie 2010                          |
| Costa Rica                                                                           | Președintă a Republicii                                                             | Laura Chinchilla | 8 mai 2010                            |
| Croația                                                                              | Președinte al Republicii                                                            | Ivo Josipovic | 18 februarie 2010                     |
| Croația                                                                              | Prim-miniștri (președinți ai Guvernului) (succesivi)                                | Zoran Milanović | 23 decembrie 2011                     |
| Croația                                                                              | Prim-miniștri (președinți ai Guvernului) (succesivi)                                | Jadranka Kosor | 6 iulie 2009                          |
| Cuba                                                                                 | Primi secretari ai Partidului Comunist Cubanez (succesivi)                          | Raul Castro , | 31 iulie 2006                         |
| Cuba                                                                                 | Primi secretari ai Partidului Comunist Cubanez (succesivi)                          | Fidel Castro | 26 martie 1962                        |
| Cuba                                                                                 | Președinte al Consiliului de Stat                                                   | Raúl Castro , | 31 iulie 2006                         |
| Cuba                                                                                 | Președinte al Consiliului de Miniștri                                               | Raúl Castro , | 31 iulie 2006                         |
| Danemarca · (vezi și : §13)                                                          | Regină                                                                              | Margareta a II-a | 14 ianuarie 1972                      |
| Danemarca · (vezi și : §13)                                                          | Prim-miniștri (miniștri de stat) (succesivi)                                        | Helle Thorning-Schmidt | 2 octombrie 2011                      |
| Danemarca · (vezi și : §13)                                                          | Prim-miniștri (miniștri de stat) (succesivi)                                        | Lars Løkke Rasmussen | 5 aprilie 2009                        |
| Djibouti                                                                             | Președinte al Republicii                                                            | Ismail Omar Guelleh | 8 mai 1999                            |
| Djibouti                                                                             | Prim-ministru                                                                       | Dileita Mohamed Dileita | 4 martie 2001                         |
| Dominica                                                                             | Președinte al Commonwealth-ului                                                     | Nicholas Liverpool | 2 octombrie 2003                      |
| Dominica                                                                             | Prim-ministru                                                                       | Roosevelt Skerrit | 8 ianuarie 2004                       |
| Dominicană, Republica                                                                | Președinte al Republicii                                                            | Leonel Fernández | 16 august 2004                        |
| Ecuador · (vezi și : §13)                                                            | Președinte al constituțional al Republicii                                          | Rafael Correa | 15 ianuarie 2007                      |
| Egipt                                                                                | Șefi ai statului (succesivi)                                                        | Mohammed Hussein Tantawi (șeful Consiliului Suprem al Forțelor Armate) | 11 februarie 2011                     |
| Egipt                                                                                | Șefi ai statului (succesivi)                                                        | Omar Suleiman (interimar) | 10 februarie 2011 - 11 februarie 2011 |
| Egipt                                                                                | Șefi ai statului (succesivi)                                                        | Muhammad Hosni Mubarak (președinte al Republicii) | 14 octombrie 1981                     |
| Egipt                                                                                | Prim-miniștri (președinți al Consiliului de Miniștri) (succesivi)                   | Essam Abdel-Aziz Sharaf | 3 martie 2011                         |
| Egipt                                                                                | Prim-miniștri (președinți al Consiliului de Miniștri) (succesivi)                   | Ahmed Shafik | 29 ianuarie 2011                      |
| Egipt                                                                                | Prim-miniștri (președinți al Consiliului de Miniștri) (succesivi)                   | Ahmed Nazif | 14 iulie 2004                         |
| El Salvador                                                                          | Președinte al Republicii                                                            | Mauricio Funes | 1 iunie 2009                          |
| Elveția                                                                              | Președinta Confederației                                                            | Micheline Calmy-Rey | 1 ianuarie 2011                       |
| Emiratele Arabe Unite                                                                | Președinte                                                                          | șeic Khalifa bin Zayed Al Nahyan | 3 noiembrie 2004                      |
| Emiratele Arabe Unite                                                                | Prim-ministru (președinte al Consiliului de Miniștri)                               | șeic Mohammed ben Rachid Al Maktoum | 5 ianuarie 2006                       |
| Eritreea                                                                             | Președinte al Statului                                                              | Issayas Afewerki | 24 mai 1993                           |
| Estonia · (vezi și : §15)                                                            | Președinte al Republicii                                                            | Toomas Hendrik Ilves | 9 octombrie 2006                      |
| Estonia · (vezi și : §15)                                                            | Prim-ministru (ministru șef)                                                        | Andrus Ansip | 13 aprilie 2005                       |
| Etiopia                                                                              | Președinte al Republicii                                                            | Girma Wolde-Giorgis | 8 octombrie 2001                      |
| Etiopia                                                                              | Prim-ministru                                                                       | Meles Zenawi | 23 august 1995                        |
| Fiji                                                                                 | Președinte al Republicii                                                            | Epeli Nailatikau | 30 iulie 2009                         |
| Fiji                                                                                 | Prim-ministru                                                                       | Frank Bainimarama (interimar) | 11 aprilie 2009                       |
| Filipine · (vezi și : §13)                                                           | Președinte al Republicii                                                            | Benigno Aquino III | 30 iunie 2010                         |
| Finlanda · (vezi și : §13)                                                           | Președintă a Republicii                                                             | Tarja Halonen | 1 martie 2000                         |
| Finlanda · (vezi și : §13)                                                           | Prim-minștri (miniștri șefi) (succesivi)                                            | Jyrki Katainen | 22 iunie 2011                         |
| Finlanda · (vezi și : §13)                                                           | Prim-minștri (miniștri șefi) (succesivi)                                            | Mari Johanna Kiviniemi | 22 iunie 2010                         |
| Franța (vezi și : §8)                                                                | Președinte al Republicii                                                            | Nicolas Sarkozy | 16 mai 2007                           |
| Franța (vezi și : §8)                                                                | Prim-ministru                                                                       | François Fillon | 17 mai 2007                           |
| Gabon                                                                                | Președinte al Republicii                                                            | Ali Bongo Ondimba | 16 octombrie 2009                     |
| Gabon                                                                                | Prim-ministru                                                                       | Paul Biyoghe Mba | 17 iulie 2009                         |
| Gambia                                                                               | Președinte al Republicii                                                            | Yahya Jammeh | 22 iulie 1994                         |
| Georgia · (vezi și : §2, §13 și §15)                                                 | Președinte                                                                          | Miheil Saakașvili | 20 ianuarie 2008                      |
| Georgia · (vezi și : §2, §13 și §15)                                                 | Prim-ministru                                                                       | Nika Gilauri | 6 februarie 2009                      |
| Germania                                                                             | Președinte federal                                                                  | Christian Wulff | 30 iunie 2010                         |
| Germania                                                                             | Cancelară federală                                                                  | Angela Merkel | 22 noiembrie 2005                     |
| Ghana                                                                                | Președinte ai Republicii                                                            | John Atta-Mills | 7 ianuarie 2009                       |
| Grecia · (vezi și : §13)                                                             | Președinte al Republicii                                                            | Karolos Papoulias | 12 martie 2005                        |
| Grecia · (vezi și : §13)                                                             | Prim-miniștri (succesivi)                                                           | Loukás Papadímos | 11 noiembrie 2011                     |
| Grecia · (vezi și : §13)                                                             | Prim-miniștri (succesivi)                                                           | Georgios Papandreou | 6 octombrie 2009                      |
| Grenada · (vezi și : §13)                                                            | Regină                                                                              | Elisabeta a II-a | 7 februarie 1974                      |
| Grenada · (vezi și : §13)                                                            | Guvernator general                                                                  | sir Carlyle Glean | 27 noiembrie 2008                     |
| Grenada · (vezi și : §13)                                                            | Prim-ministru                                                                       | Tillman Thomas | 9 iulie 2008                          |
| Guatemala                                                                            | Președinte al Republicii                                                            | Álvaro Colom | 14 ianuarie 2008                      |
| Guineea                                                                              | Președinte al Republicii                                                            | Alpha Condé | 21 decembrie 2010                     |
| Guineea                                                                              | Prim-ministru                                                                       | Mohamed Saïd Fofana | 24 decembrie 2010                     |
| Guineea-Bissau                                                                       | Președinte al Republicii                                                            | Malam Bacai Sanhá | 8 septembrie 2009                     |
| Guineea-Bissau                                                                       | Prim-ministru                                                                       | Carlos Domingos Gomes Júnior | 2 ianuarie 2009                       |
| Guineea Ecuatorială                                                                  | Președinte al Republicii                                                            | Teodoro Obiang Nguema Mbasogo , | 3 august 1979                         |
| Guineea Ecuatorială                                                                  | Prim-ministru                                                                       | Ignacio Milam Tang | 8 iulie 2008                          |
| Guyana                                                                               | Președinți ai Republicii (succesivi)                                                | Donald Ramotar | 3 decembrie 2011                      |
| Guyana                                                                               | Președinți ai Republicii (succesivi)                                                | Bharrat Jagdeo | 11 august 1999                        |
| Guyana                                                                               | Prim-ministru                                                                       | Sam Hinds | 11 august 1999                        |
| Haiti                                                                                | Președinți ai Republicii (succesivi)                                                | Michel Martelly | 14 mai 2011                           |
| Haiti                                                                                | Președinți ai Republicii (succesivi)                                                | René Préval | 14 mai 2006                           |
| Haiti                                                                                | Prim-miniștri (succesivi)                                                           | Garry Conille | 18 octombrie 2011                     |
| Haiti                                                                                | Prim-miniștri (succesivi)                                                           | Jean-Max Bellerive | 11 noiembrie 2009                     |
| Honduras                                                                             | Președinte al Republicii                                                            | Porfirio Lobo Sosa | 27 ianuarie 2010                      |
| India · (vezi și : §2)                                                               | Președinte al Republicii                                                            | Pratibha Patil | 25 iulie 2007                         |
| India · (vezi și : §2)                                                               | Prim-ministru                                                                       | Manmohan Singh | 22 mai 2004                           |
| Indonezia · (vezi și : §15)                                                          | Președinte al Republicii                                                            | Susilo Bambang Yudhoyono | 20 octombrie 2004                     |
| Iordania                                                                             | Rege                                                                                | Abdullah al II-lea | 7 februarie 1999                      |
| Iordania                                                                             | Prim-miniștri (miniștri președinți) (succesivi)                                     | Awn Shawkat al-Khasawneh | 24 octombrie 2011                     |
| Iordania                                                                             | Prim-miniștri (miniștri președinți) (succesivi)                                     | Marouf al-Bakhit | 2 februarie 2011                      |
| Iordania                                                                             | Prim-miniștri (miniștri președinți) (succesivi)                                     | Samir Zaid al-Rifai | 14 decembrie 2009                     |
| Irak · (vezi și : §13)                                                               | Președinte al Republicii                                                            | Jalal Talabani | 7 aprilie 2005                        |
| Irak · (vezi și : §13)                                                               | Prim-ministru (ministru președinte)                                                 | Nouri al-Maliki | 20 mai 2006                           |
| Iran                                                                                 | Lider suprem                                                                        | ayatollah Ali Khamenei | 4 iunie 1989                          |
| Iran                                                                                 | Președinte al Republicii                                                            | Mahmoud Ahmadinejad | 3 august 2005                         |
| Irlanda                                                                              | Președinți (succesivi)                                                              | Michael D. Higgins | 11 noiembrie 2011                     |
| Irlanda                                                                              | Președinți (succesivi)                                                              | Mary McAleese | 11 noiembrie 1997                     |
| Irlanda                                                                              | Prim-miniștri (Taoisigh) (succesivi)                                                | Enda Kenny | 9 martie 2011                         |
| Irlanda                                                                              | Prim-miniștri (Taoisigh) (succesivi)                                                | Brian Cowen | 7 mai 2008                            |
| Islanda                                                                              | Președinte                                                                          | Ólafur Ragnar Grímsson | 1 august 1996                         |
| Islanda                                                                              | Prim-ministru                                                                       | Johanna Sigurdardottir | 1 februarie 2009                      |
| Israel · (vezi și : §2)                                                              | Președinte al Statului                                                              | Shimon Peres | 15 iulie 2007                         |
| Israel · (vezi și : §2)                                                              | Prim-ministru (șef al guvernului)                                                   | Beniamin Netaniahu | 31 martie 2009                        |
| Italia                                                                               | Președinte al Republicii                                                            | Giorgio Napolitano | 15 mai 2006                           |
| Italia                                                                               | Președinți ai Consiliului de Miniștri (succesivi)                                   | Mario Monti | 16 noiembrie 2011                     |
| Italia                                                                               | Președinți ai Consiliului de Miniștri (succesivi)                                   | Silvio Berlusconi | 8 mai 2008                            |
| Jamaica                                                                              | Regină                                                                              | Elisabeta a II-a | 6 august 1962                         |
| Jamaica                                                                              | Guvernator general                                                                  | sir Patrick Allen | 26 februarie 2009                     |
| Jamaica                                                                              | Prim-miniștri (succesivi)                                                           | Andrew Holness | 23 octombrie 2011                     |
| Jamaica                                                                              | Prim-miniștri (succesivi)                                                           | Bruce Golding | 11 septembrie 2007                    |
| Japonia                                                                              | Împărat                                                                             | Akihito | 7 ianuarie 1989                       |
| Japonia                                                                              | Prim-miniștri (succesivi)                                                           | Yoshihiko Noda | 30 august 2011                        |
| Japonia                                                                              | Prim-miniștri (succesivi)                                                           | Naoto Kan | 8 iunie 2010                          |
| Kazahstan                                                                            | Președinte al Republicii                                                            | Nursultan Nazarbaev | 24 aprilie 1990                       |
| Kazahstan                                                                            | Prim-ministru                                                                       | Karim Massimov | 10 ianuarie 2007                      |
| Kârgâzstan                                                                           | Președinți ai Republicii (succesivi)                                                | Almazbek Atambaïev | 1 decembeie 30 octombrie 2011         |
| Kârgâzstan                                                                           | Președinți ai Republicii (succesivi)                                                | Roza Otunbayeva , | 7 aprilie 2010                        |
| Kârgâzstan                                                                           | Prim-miniștri (succesivi)                                                           | Omurbek Babanov , | 1 decembrie 2011                      |
| Kârgâzstan                                                                           | Omurbek Babanov (interimar)                                                         | 23 septembrie 2011 - 14 noiembrie 2011 |                                       |
| Kârgâzstan                                                                           | Almazbek Atambayev ,                                                                | 17 decembrie 2010 |                                       |
| Kenya                                                                                | Președinte al Republicii                                                            | Mwai Kibaki | 30 decembrie 2002                     |
| Kenya                                                                                | Prim-ministru                                                                       | Raila Odinga | 17 aprilie 2008                       |
| Kiribati                                                                             | Președinte                                                                          | Anote Tong | 10 iulie 2003                         |
| Kuweit                                                                               | Emir                                                                                | șeic Sabah Al-Ahmad Al-Jaber Al-Sabah , | 24 ianuarie 2006                      |
| Kuweit                                                                               | Prim-miniștri (miniștri președinți) (succesivi)                                     | șeic Jaber Al-Mubarak Al-Hamad Al-Sabah | 4 decembrie 2011                      |
| Kuweit                                                                               | Prim-miniștri (miniștri președinți) (succesivi)                                     | șeic Nasser Muhammad Al-Ahmad Al-Sabah | 11 februarie 2009                     |
| Laos                                                                                 | Secretar general al Partidului Popular Revoluționar Laoțian                         | Choummaly Sayasone | 21 martie 2006                        |
| Laos                                                                                 | Președinte al Republicii                                                            | Choummaly Sayasone | 8 iunie 2006                          |
| Laos                                                                                 | Prim-ministru                                                                       | Thongsing Thammavong | 23 decembrie 2010                     |
| Lesotho                                                                              | Rege (Marena)                                                                       | Letsie al III-lea | 7 februarie 1996                      |
| Lesotho                                                                              | Prim-ministru (Tona-Kholo)                                                          | Pakalitha Mosisili | 23 mai 1998                           |
| Letonia                                                                              | Președinți ai Republicii (succesivi)                                                | Andris Bērziņš | 8 iulie 2011                          |
| Letonia                                                                              | Președinți ai Republicii (succesivi)                                                | Valdis Zatlers | 8 iulie 2007                          |
| Letonia                                                                              | Prim-ministru (ministru președinte)                                                 | Valdis Dombrovskis | 12 martie 2009                        |
| Liban                                                                                | Președinte al Republicii                                                            | Michel Sleiman | 25 mai 2008                           |
| Liban                                                                                | Președinți ai Consiliului de Miniștri (succesivi)                                   | Najib Mikati | 13 iunie 2011                         |
| Liban                                                                                | Președinți ai Consiliului de Miniștri (succesivi)                                   | Saad Hariri | 9 noiembrie 2009                      |
| Liberia                                                                              | Președintă al Republicii                                                            | Ellen Johnson Sirleaf | 16 ianuarie 2006                      |
| Libia · (vezi și : §15)                                                              | Conducător și Ghid al Revoluției din Libia                                          | funcție desființatǎ | 23 august 2011                        |
| Libia · (vezi și : §15)                                                              | Conducător și Ghid al Revoluției din Libia                                          | Muammar al-Gaddafi , (Șef de stat de facto) (Marea Jamahirie Arabă Libiană Populară Socialistă) (corevendicator din 5 martie până în 23 august 2011)                                                               | 1 septembrie 1969                     |
| Libia · (vezi și : §15)                                                              | Șefi de stat (succesivi)                                                            | Moustafa Abdel Jalil , (președinte al Consiliului Național de Tranziție) (Libia – regim de tranziție) | 5 martie 2011                         |
| Libia · (vezi și : §15)                                                              | Șefi de stat (succesivi)                                                            | Mohamed abu al-Qasim al-Zwai (secretar general al Congresului General al Poporului - șef de stat de jure) (Marea Jamahirie Arabă Libiană Populară Socialistă) (corevendicator din 5 martie până în 23 august 2011) | 26 ianuarie 2010                      |
| Libia · (vezi și : §15)                                                              | Șefi ai guvernului (succesivi)                                                      | Abdurrahim El-Keib (prim-ministru) (Libia – regim de tranziție) | 24 octombrie 2011                     |
| Libia · (vezi și : §15)                                                              | Șefi ai guvernului (succesivi)                                                      | Ali Tarhouni (interimar) (președinte al Consiliului Executiv al Consiliului Național de Tranziție) (Libia – regim de tranziție)                                                                                    | 23 octombrie 2011                     |
| Libia · (vezi și : §15)                                                              | Șefi ai guvernului (succesivi)                                                      | Mahmoud Jibril , (președinte al Consiliului Executiv al Consiliului Național de Tranziție) (Libia – regim de tranziție)                                                                                            | 5 martie 2011                         |
| Libia · (vezi și : §15)                                                              | Șefi ai guvernului (succesivi)                                                      | Baghdadi Mahmudi [secretar general al Comitetului Popular General (prim ministru)] (Marea Jamahirie Arabă Libianǎ Populară Socialistă) (corevendicator din 5 martie până în 23 august 2011)                        | 5 martie 2006                         |
| Liechtenstein                                                                        | Prinți suverani                                                                     | Alois (regent) | 15 august 2004                        |
| Liechtenstein                                                                        | Prinți suverani                                                                     | Hans Adam al II-lea . (prinț suveran) | 13 noiembrie 1989                     |
| Liechtenstein                                                                        | Șef al guvernului                                                                   | Klaus Tschütscher | 25 martie 2009                        |
| Lituania                                                                             | Președintă a Republicii                                                             | Dalia Grybauskaitė | 12 iulie 2009                         |
| Lituania                                                                             | Prim-ministru (ministru președinte)                                                 | Andrius Kubilius | 27 noiembrie 2008                     |
| Luxemburg                                                                            | Mare Duce                                                                           | Henric | 7 octombrie 2000                      |
| Luxemburg                                                                            | Prim-ministru                                                                       | Jean-Claude Juncker | 1 ianuarie 1995                       |
| Macedonia                                                                            | Președinte al Republicii                                                            | Gjorge Ivanov | 12 mai 2009                           |
| Macedonia                                                                            | Prim-ministru (președinte al Guvernului)                                            | Nikola Gruevski | 27 august 2006                        |
| Madagascar                                                                           | Președinte al Înaltei Autorități de Tranziție                                       | Andry Rajoelina | 17 martie 2009                        |
| Madagascar                                                                           | Prim-miniștri (succesivi)                                                           | Omer Beriziky (de tranziție) | 2 noiembrie 2011                      |
| Madagascar                                                                           | Prim-miniștri (succesivi)                                                           | Albert Camille Vital | 20 decembrie 2009                     |
| Malaezia                                                                             | Șefi de stat (Yang di-Pertuan Agong) (succesivi)                                    | Abdul Halim Muadzam Shah | 13 decembrie 2011                     |
| Malaezia                                                                             | Șefi de stat (Yang di-Pertuan Agong) (succesivi)                                    | Mizan Zainal Abidin | 13 decembrie 2006                     |
| Malaezia                                                                             | Prim-ministru                                                                       | datuk seri Najib Tun Razak | 3 aprilie 2009                        |
| Malawi                                                                               | Președinte al Republici                                                             | Bingu wa Mutharika | 24 mai 2004                           |
| Maldive                                                                              | Președinte al Republicii                                                            | Mohamed Nasheed | 11 noiembrie 2008                     |
| Mali                                                                                 | Președinte al Republicii                                                            | Amadou Toumani Touré | 8 iunie 2002                          |
| Mali                                                                                 | Prim-miniștri (miniștri șefi) (succesivi)                                           | Cissé Mariam Kaïdama Sidibé | 3 aprilie 2011                        |
| Mali                                                                                 | Prim-miniștri (miniștri șefi) (succesivi)                                           | Modibo Sidibé | 29 septembrie 2007                    |
| Malta                                                                                | Președinte al Republicii                                                            | George Abela | 4 aprilie 2009                        |
| Malta                                                                                | Prim-ministru                                                                       | Lawrence Gonzi | 12 aprilie 2003                       |
| Maroc · (vezi și : §2)                                                               | Rege                                                                                | Mohammed al VI-lea | 23 iulie 1999                         |
| Maroc · (vezi și : §2)                                                               | Șefi ai guvernului (succesivi)                                                      | Abdelilah Benkirane | 29 noiembrie 2011                     |
| Maroc · (vezi și : §2)                                                               | Șefi ai guvernului (succesivi)                                                      | Abbas El Fassi | 19 septembrie 2007                    |
| Marshall, Insulele                                                                   | Președinți ai Republicii                                                            | Jurelang Zedkaia | 2 noiembrie 2009                      |
| Mauritania                                                                           | Președinte ai Republicii                                                            | Mohamed Ould Abdel Aziz | 5 august 2009                         |
| Mauritania                                                                           | Prim-ministru                                                                       | Moulaye Ould Mohamed Laghdhaf | 14 august 2008                        |
| Mauritius · (vezi și : §13)                                                          | Președinte al Republicii                                                            | Anerood Jugnauth | 7 octombrie 2003                      |
| Mauritius · (vezi și : §13)                                                          | Prim-ministru ,                                                                     | Navin Ramgoolam | 5 iulie 2005                          |
| Mexic                                                                                | Președinte al Statelor Unite Mexicane                                               | Felipe Calderón | 1 decembrie 2006                      |
| Micronezia                                                                           | Președinte al Republicii (și șef al Guvernului)                                     | Manny Mori | 11 mai 2007                           |
| Moldova, Republica (vezi și : §3 și §13)                                             | Președinte al Republicii                                                            | Marian Lupu (interimar) | 30 decembrie 2010                     |
| Moldova, Republica (vezi și : §3 și §13)                                             | Prim-ministru                                                                       | Vladimir Filat | 25 septembrie 2009                    |
| Monaco                                                                               | Prinț suveran                                                                       | Albert al II-lea | 6 aprilie 2005                        |
| Monaco                                                                               | Ministru de stat (prim-ministru)                                                    | Michel Roger | 29 martie 2010                        |
| Mongolia                                                                             | Președinte                                                                          | Tsakhiagiyn Elbegdorj | 18 iunie 2009                         |
| Mongolia                                                                             | Prim-ministru                                                                       | Sükhbaataryn Batbold | 29 octombrie 2009                     |
| Mozambic                                                                             | Președinte al Republicii                                                            | Armando Guebuza | 2 februarie 2005                      |
| Mozambic                                                                             | Prim-ministru                                                                       | Aires Ali | 16 ianuarie 2010                      |
| Muntenegru                                                                           | Președinte                                                                          | Filip Vujanović , | 22 mai 2003                           |
| Muntenegru                                                                           | Prim-ministru (premier)                                                             | Igor Lukšić | 29 decembrie 2010                     |
| Namibia                                                                              | Președinte al Republicii                                                            | Hifikepunye Pohamba | 21 martie 2005                        |
| Namibia                                                                              | Prim-ministru                                                                       | Nahas Angula | 21 martie 2005                        |
| Nauru                                                                                | Președinți al Republicii (succesivi)                                                | Sprent Dabwido | 15 noiembrie 2011                     |
| Nauru                                                                                | Președinți al Republicii (succesivi)                                                | Frederick Pitcher | 10 noiembrie 2011                     |
| Nauru                                                                                | Președinți al Republicii (succesivi)                                                | Marcus Stephen | 19 decembrie 2007                     |
| Nepal                                                                                | Președinte                                                                          | Ram Baran Yadav | 23 iulie 2008                         |
| Nepal                                                                                | Prim-miniștri (succesivi)                                                           | Baburam Bhattarai | 28 august 2011                        |
| Nepal                                                                                | Prim-miniștri (succesivi)                                                           | Jhalanath Nath Khanal | 6 februarie 2011                      |
| Nepal                                                                                | Prim-miniștri (succesivi)                                                           | Madhav Kumar Nepall | 25 mai 2009                           |
| Nicaragua                                                                            | Președinte al Republicii                                                            | Daniel Ortega | 10 ianuarie 2007                      |
| Niger                                                                                | Șefi de stat (succesivi)                                                            | Mahamadou Issoufou (președinte) | 7 aprilie 2011                        |
| Niger                                                                                | Șefi de stat (succesivi)                                                            | Salou Djibo (președinte al Consiliului Suprem pentru Restaurarea Democrației) | 18 februarie 2010                     |
| Niger                                                                                | Prim-miniștri (succesivi)                                                           | Brigi Rafini | 7 aprilie 2011                        |
| Niger                                                                                | Prim-miniștri (succesivi)                                                           | Mahamadou Danda | 23 februarie 2010                     |
| Nigeria                                                                              | Președinte al Republicii                                                            | Goodluck Jonathan | 9 februarie 2010                      |
| Norvegia · (vezi și : §9)                                                            | Rege                                                                                | Harald al V-lea , | 17 ianuarie 1991                      |
| Norvegia · (vezi și : §9)                                                            | Prim-ministru (ministru de stat)                                                    | Jens Stoltenberg | 17 octombrie 2005                     |
| Noua Zeelandă · (vezi și : §10)                                                      | Regină                                                                              | Elisabeta a II-a | 6 februarie 1952                      |
| Noua Zeelandă · (vezi și : §10)                                                      | Guvernatori generali (succesivi)                                                    | sir Jerry Mateparae | 31 august 2011                        |
| Noua Zeelandă · (vezi și : §10)                                                      | Guvernatori generali (succesivi)                                                    | dame Sian Elias (administratoare a guvernului-guvernatoare generală interimară) | 23 august 2011                        |
| Noua Zeelandă · (vezi și : §10)                                                      | Guvernatori generali (succesivi)                                                    | sir Anand Satyanand | 23 august 2006                        |
| Noua Zeelandă · (vezi și : §10)                                                      | Prim-ministru                                                                       | John Key | 19 noiembrie 2008                     |
| Oman                                                                                 | Sultan                                                                              | Qaboos bin Said Al Said | 23 iulie 1970                         |
| Oman                                                                                 | Prim-ministru                                                                       | Qaboos bin Said Al Said | 2 ianuarie 1972                       |
| Pakistan · (vezi și : §2, §4 și §13)                                                 | Președinte al Republicii                                                            | Asif Ali Zardari | 9 septembrie 2008                     |
| Pakistan · (vezi și : §2, §4 și §13)                                                 | Prim-ministru (mare vizir)                                                          | Youssouf Raza Gilani | 25 martie 2008                        |
| Palau                                                                                | Președinte al Republicii                                                            | Johnson Toribiong | 15 ianuarie 2009                      |
| Panama                                                                               | Președinte al Republicii                                                            | Ricardo Martinelli | 1 iulie 2009                          |
| Papua Noua Guinee · (vezi și : §13)                                                  | Regină                                                                              | Elisabeta a II-a | 16 septembrie 1975                    |
| Papua Noua Guinee · (vezi și : §13)                                                  | Guvernatori generali (în concurență)                                                | Jeffery Nape , (interimar) (corevendicator din 14 până în 19 decembrie 2011) | 14 decembrie 2011 - 19 decembrie 2011 |
| Papua Noua Guinee · (vezi și : §13)                                                  | Guvernatori generali (în concurență)                                                | sir Michael Ogio , (corevendicator din 14 până în 19 decembrie 2011) | 20 decembrie 2010                     |
| Papua Noua Guinee · (vezi și : §13)                                                  | Prim-miniștri (succesivi)                                                           | sir Michael Somare , (corevendcator începând cu 14 decembrie 2011) | 14 decembrie 2011                     |
| Papua Noua Guinee · (vezi și : §13)                                                  | Prim-miniștri (succesivi)                                                           | Peter O’Neill (corevendicator începând cu 14 decembrie 2011) | 2 august 2011                         |
| Papua Noua Guinee · (vezi și : §13)                                                  | Prim-miniștri (succesivi)                                                           | Sam Abal , (interimar) | 4 aprilie 2011 - 2 august 2011        |
| Papua Noua Guinee · (vezi și : §13)                                                  | Prim-miniștri (succesivi)                                                           | Sam Abal (interimar) | 13 decembrie 2010 - 17 ianuarie 2011  |
| Papua Noua Guinee · (vezi și : §13)                                                  | Prim-miniștri (succesivi)                                                           | sir Michael Somare , | 2 august 2002                         |
| Paraguay                                                                             | Președinte al Republicii                                                            | Fernando Lugo | 15 august 2008                        |
| Peru                                                                                 | Președinți ai Republicii (succesivi)                                                | Ollanta Humala | 28 iulie 2011                         |
| Peru                                                                                 | Președinți ai Republicii (succesivi)                                                | Alan García | 28 iulie 2006                         |
| Peru                                                                                 | Președinți ai Consiliului de Miniștri (succesivi)                                   | Oscar Valdés | 11 decembrie 2011                     |
| Peru                                                                                 | Președinți ai Consiliului de Miniștri (succesivi)                                   | Salomón Lerner Ghitis | 28 iulie 2011                         |
| Peru                                                                                 | Președinți ai Consiliului de Miniștri (succesivi)                                   | Rosario Fernández | 19 martie 2011                        |
| Peru                                                                                 | Președinți ai Consiliului de Miniștri (succesivi)                                   | José Antonio Chang Escobedo | 14 septembrie 2010                    |
| Polonia                                                                              | Președinte al Republicii                                                            | Bronisław Komorowski | 6 august 2010                         |
| Polonia                                                                              | Prim-ministru (președinte al Consiliului de Miniștri)                               | Donald Tusk | 16 noiembrie 2007                     |
| Portugalia · (vezi și : §13)                                                         | Președinte al Republicii                                                            | Aníbal Cavaco Silva | 9 martie 2006                         |
| Portugalia · (vezi și : §13)                                                         | Prim-miniștri (succesivi)                                                           | Pedro Passos Coelho | 21 iunie 2011                         |
| Portugalia · (vezi și : §13)                                                         | Prim-miniștri (succesivi)                                                           | José Sócrates | 12 mai 2005                           |
| Qatar                                                                                | Emir                                                                                | șeic Hamad bin Khalifa Al Thani | 27 iunie 1995                         |
| Qatar                                                                                | Prim-ministru (ministru președinte)                                                 | șeic Hamad bin Jassim bin Jaber Al Thani | 3 aprilie 2007                        |
| Regatul Unit (vezi și : §6)                                                          | Regină                                                                              | Elisabeta a II-a | 6 februarie 1952                      |
| Regatul Unit (vezi și : §6)                                                          | Prim-ministru                                                                       | David Cameron | 11 mai 2010                           |
| România                                                                              | Președinte                                                                          | Traian Băsescu , | 20 decembrie 2004                     |
| România                                                                              | Prim-ministru                                                                       | Emil Boc | 22 decembrie 2008                     |
| Rusia · (vezi și : §15)                                                              | Președinte al Federației                                                            | Dmitri Medvedev | 7 mai 2008                            |
| Rusia · (vezi și : §15)                                                              | Prim-ministru (președinte al Guvernului)                                            | Vladimir Putin | 8 mai 2008                            |
| Rwanda                                                                               | Președinte al Republicii                                                            | Paul Kagame | 24 martie 2000                        |
| Rwanda                                                                               | Prim-miniștri (succesivi)                                                           | Pierre-Damien Habumuremyi | 7 octombrie 2011                      |
| Rwanda                                                                               | Prim-miniștri (succesivi)                                                           | Bernard Makuza | 8 martie 2000                         |
| Samoa                                                                                | Șef al statului (O le Ao o le Malo)                                                 | tuimaleali'ifano Tupua Tamasese Tupuola Tufuga Efi | 20 iunie 2007                         |
| Samoa                                                                                | Prim-ministru (Palemia o le Malo)                                                   | Tuilaepa Sailele Malielegaoi | 23 noiembrie 1998                     |
| San Marino                                                                           | Căpitani regenți (succesivi)                                                        | Gabriele Gatti și Matteo Fiorini | 1 octombrie 2011                      |
| San Marino                                                                           | Căpitani regenți (succesivi)                                                        | Maria Luisa Berti și Filippo Tamagnini | 1 aprilie 2011                        |
| San Marino                                                                           | Căpitani regenți (succesivi)                                                        | Giovanni Francesco Ugolini și Andrea Zafferani | 1 octombrie 2010                      |
| São Tomé și Príncipe · (vezi și : §13)                                               | Președinți ai Republicii (succesivi)                                                | Manuel Pinto da Costa | 3 septembrie 2011                     |
| São Tomé și Príncipe · (vezi și : §13)                                               | Președinți ai Republicii (succesivi)                                                | Fradique de Menezes | 23 iulie 2003                         |
| São Tomé și Príncipe · (vezi și : §13)                                               | Prim-ministru                                                                       | Patrice Trovoada , | 23 iulie 2003                         |
| Senegal                                                                              | Președinte al Republicii                                                            | Abdoulaye Wade | 1 aprilie 2000                        |
| Senegal                                                                              | Prim-ministru                                                                       | Souleymane Ndéné Ndiaye | 30 aprilie 2009                       |
| Serbia · (vezi și : §2 și §15)                                                       | Președinte al Republicii                                                            | Boris Tadić | 11 iulie 2004                         |
| Serbia · (vezi și : §2 și §15)                                                       | Prim-ministru (președinte al Guvernului)                                            | Mirko Cvetković | 7 iulie 2008                          |
| Seychelles                                                                           | Președinte al Republicii                                                            | James Michel | 14 aprilie 2004                       |
| Sfânta Lucia · (Saint Lucia)                                                         | Regină                                                                              | Elisabeta a II-a | 22 februarie 1979                     |
| Sfânta Lucia · (Saint Lucia)                                                         | Guvernatoare-generală                                                               | dame Pearlette Louisy | 17 septembrie 1997                    |
| Sfânta Lucia · (Saint Lucia)                                                         | Prim-miniștri (succesivi)                                                           | Kenny Anthony | 30 noiembrie 2011                     |
| Sfânta Lucia · (Saint Lucia)                                                         | Prim-miniștri (succesivi)                                                           | Stephenson King | 1 mai 2007                            |
| Sfântul Cristofor și Nevis · [Saint Kitts (Christopher) and Nevis] · (vezi și : §13) | Regină                                                                              | Elisabeta a II-a | 19 septembrie 1983                    |
| Sfântul Cristofor și Nevis · [Saint Kitts (Christopher) and Nevis] · (vezi și : §13) | Guvernator general                                                                  | sir Cuthbert Sebastian | 1 ianuarie 1996                       |
| Sfântul Cristofor și Nevis · [Saint Kitts (Christopher) and Nevis] · (vezi și : §13) | Prim-ministru                                                                       | Denzil Douglas | 6 iulie 1995                          |
| Sfântul Vincențiu și Grenadinele (Saint Vincent and the Grenadines)                  | Regină                                                                              | Elisabeta a II-a | 27 octombrie 1979                     |
| Sfântul Vincențiu și Grenadinele (Saint Vincent and the Grenadines)                  | Guvernator general                                                                  | sir Frederick Ballantyne | 2 septembrie 2002                     |
| Sfântul Vincențiu și Grenadinele (Saint Vincent and the Grenadines)                  | Prim-ministru                                                                       | Ralph Gonsalves | 29 martie 2001                        |
| Sierra Leone                                                                         | Președinte al Republicii                                                            | Ernest Bai Koroma | 17 septembrie 2007                    |
| Singapore                                                                            | Președinți ai Republicii (succesivi)                                                | Tony Tan Keng Yam | 1 septembrie 2011                     |
| Singapore                                                                            | Președinți ai Republicii (succesivi)                                                | S.R. Nathan | 1 septembrie 1999                     |
| Singapore                                                                            | Prim-ministru                                                                       | Lee Hsien Loong | 12 august 2004                        |
| Siria                                                                                | Președinte al Republicii                                                            | Bashar al-Assad | 17 iulie 2000                         |
| Siria                                                                                | Prim-miniștri (miniștri președinți) (succesivi)                                     | Adel Safar | 3 aprilie 2011                        |
| Siria                                                                                | Prim-miniștri (miniștri președinți) (succesivi)                                     | Mohammed Naji al-Otari | 10 septembrie 2003                    |
| Slovacia                                                                             | Președinte al Republicii                                                            | Ivan Gašparovič | 15 iunie 2004                         |
| Slovacia                                                                             | Prim-ministru (președintă a Guvernului)                                             | Iveta Radičová | 8 iulie 2010                          |
| Slovenia                                                                             | Președinte al Republicii                                                            | Danilo Türk | 22 decembrie 2007                     |
| Slovenia                                                                             | Prim-ministru (președinte al Guvernului)                                            | Borut Pahor | 21 noiembrie 2008                     |
| Solomon, Insulele                                                                    | Regină                                                                              | Elisabeta a II-a | 7 iulie 1978                          |
| Solomon, Insulele                                                                    | Guvernator general                                                                  | sir Frank Kabui | 7 iulie 2009                          |
| Solomon, Insulele                                                                    | Prim-miniștri (succesivi)                                                           | Gordon Darcy Lilo | 16 noiembrie 2011                     |
| Solomon, Insulele                                                                    | Prim-miniștri (succesivi)                                                           | Danny Philip | 25 august 2010                        |
| Somalia · (vezi și : §3 și §15)                                                      | Președinte al Republicii                                                            | Sharif Sheikh Ahmed | 31 ianuarie 2009                      |
| Somalia · (vezi și : §3 și §15)                                                      | Prim-miniștri (succesivi)                                                           | Abdiweli Mohamed Ali | 19 iunie 2011                         |
| Somalia · (vezi și : §3 și §15)                                                      | Prim-miniștri (succesivi)                                                           | Mohamed Abdullahi Mohamed | 1 noiembrie 2010                      |
| Spania · (vezi și : §13)                                                             | Rege                                                                                | Juan Carlos I | 22 noiembrie 1975                     |
| Spania · (vezi și : §13)                                                             | Președinți ai Guvernului (succesivi)                                                | Mariano Rajoy | 21 decembrie 2011                     |
| Spania · (vezi și : §13)                                                             | Președinți ai Guvernului (succesivi)                                                | José Luis Rodríguez Zapatero | 16 august 2004                        |
| Sri Lanka                                                                            | Președinte al Republicii                                                            | Mahinda Rajapaksa | 19 noiembrie 2005                     |
| Sri Lanka                                                                            | Prim-ministru                                                                       | D. M. Jayaratne | 21 aprilie 2010                       |
| Statele Unite ale Americii · (vezi și : §12)                                         | Președinte                                                                          | Barack Obama | 20 ianuarie 2009                      |
| Sudan                                                                                | Președinte al Republicii                                                            | Omar Hasan Ahmad al-Bashir | 30 iunie 1989                         |
| Sudanul de Sud                                                                       | Președinte al Republicii                                                            | Salva Kir Mayardit | 9 iulie 2011                          |
| Suedia                                                                               | Rege                                                                                | Carl al XVI-lea Gustaf | 19 septembrie 1973                    |
| Suedia                                                                               | Prim-ministru (ministru de stat)                                                    | Fredrik Reinfeldt | 6 octombrie 2006                      |
| Surinam                                                                              | Președinte                                                                          | Dési Bouterse | 12 august 2010                        |
| Surinam                                                                              | Vicepreședinte                                                                      | Robert Ameerali | 12 august 2010                        |
| Swaziland                                                                            | Șef al statului [rege (iNgwenyama)]                                                 | Mswati al III-lea | 25 aprilie 1986                       |
| Swaziland                                                                            | Prim-ministru (Ndvunankhulu)                                                        | Barnabas Sibusiso Dlamini | 23 octombrie 2008                     |
| Tadjikistan · (Vezi și : §13)                                                        | Președinte al Republicii                                                            | Emomali Rahmon | 19 noiembrie 1992                     |
| Tadjikistan · (Vezi și : §13)                                                        | Prim-ministru                                                                       | Oqil Oqilov | 20 decembrie 1999                     |
| Tanzania · (vezi și : §13)                                                           | Președinte al Republicii                                                            | Jakaya Mrisho Kikwete | 21 decembrie 2005                     |
| Tanzania · (vezi și : §13)                                                           | Prim-ministru (ministru șef)                                                        | Mizengo Pinda | 9 februarie 2008                      |
| Thailanda                                                                            | Rege                                                                                | Bhumibol Adulyadej | 9 iunie 1946                          |
| Thailanda                                                                            | Primi-miniștri (miniștri de stat șefi) (succesivi)                                  | Yingluck Shinawatra | 8 august 2011                         |
| Thailanda                                                                            | Primi-miniștri (miniștri de stat șefi) (succesivi)                                  | Abhisit Vejjajiva | 15 decembrie 2008                     |
| Timorul de Est                                                                       | Președinte al Republicii                                                            | José Ramos-Horta , | 20 mai 2007                           |
| Timorul de Est                                                                       | Prim-ministru                                                                       | Xanana Gusmão | 8 august 2007                         |
| Togo                                                                                 | Președinte al Republicii                                                            | Faure Eyadéma , | 4 mai 2005                            |
| Togo                                                                                 | Prim-ministru                                                                       | Gilbert Houngbo | 8 septembrie 2008                     |
| Tonga                                                                                | Rege                                                                                | George Tupou al V-lea | 11 septembrie 2006                    |
| Tonga                                                                                | Prim-ministru (premier)                                                             | Sialeʻataongo Tuʻivakanō | 22 decembrie 2010                     |
| Trinidad și Tobago (vezi și : §13)                                                   | Președinte al Republicii                                                            | George Maxwell Richards | 17 martie 2003                        |
| Trinidad și Tobago (vezi și : §13)                                                   | Prim-ministru                                                                       | Kamla Persad-Bissessar | 26 mai 2010                           |
| Tunisia                                                                              | Președinți ai Republicii (succesivi)                                                | Moncef Marzouki | 13 decembrie 2011                     |
| Tunisia                                                                              | Președinți ai Republicii (succesivi)                                                | Fouad Mebazaa (interimar) | 15 ianuarie 2011                      |
| Tunisia                                                                              | Președinți ai Republicii (succesivi)                                                | Mohamed Ghannouchi (interimar) | 14 ianuarie 2011                      |
| Tunisia                                                                              | Președinți ai Republicii (succesivi)                                                | Zine El Abidine Ben Ali | 7 moiembrie 1987                      |
| Tunisia                                                                              | Șefi ai guvernului (succesivi)                                                      | Hamadi Jebali | 24 decembrie 2011                     |
| Tunisia                                                                              | Șefi ai guvernului (succesivi)                                                      | Beji Caid Essebsi | 27 februaeie 2011                     |
| Tunisia                                                                              | Șefi ai guvernului (succesivi)                                                      | Mohamed Ghannouchi | 11 noiembrie 1999                     |
| Turcia                                                                               | Președinte al Republicii                                                            | Abdullah Gül | 28 august 2007                        |
| Turcia                                                                               | Prim-ministru                                                                       | Recep Tayyip Erdoğan | 14 martie 2003                        |
| Turkmenistan                                                                         | Președinte                                                                          | Gurbangulî Berdimuhamedov | 21 decembrie 2006                     |
| Tuvalu                                                                               | Regină                                                                              | Elisabeta a II-a | 1 octombrie 1978                      |
| Tuvalu                                                                               | Guvernator general                                                                  | sir Iakoba Italeli | 16 aprilie 2010                       |
| Tuvalu                                                                               | Prim-ministru (Ulu o te Malo)                                                       | Willy Telavi | 24 decembrie 2010                     |
| Țările de Jos · (vezi și : §11)                                                      | Regină al Țărilor de Jos                                                            | Beatrix | 30 aprilie 1980                       |
| Țările de Jos · (vezi și : §11)                                                      | Prim-ministru (ministru președinte)                                                 | Mark Rutte | 14 octombrie 2010                     |
| Ucraina · (vezi și §13)                                                              | Președinte                                                                          | Viktor Ianukovici | 25 februarie 2010                     |
| Ucraina · (vezi și §13)                                                              | Prim-ministru                                                                       | Mykola Azarov | 11 martie 2010                        |
| Uganda                                                                               | Președinte al Republicii                                                            | Yoweri Museveni | 26 ianuarie 1986                      |
| Uganda                                                                               | Prim-miniștri (succesivi)                                                           | Amama Mbabazi | 25 mai 2011                           |
| Uganda                                                                               | Prim-miniștri (succesivi)                                                           | Apolo Nsibambi | 5 aprilie 1999                        |
| Ungaria                                                                              | Președinte                                                                          | Pál Schmitt | 6 august 2010                         |
| Ungaria                                                                              | Prim-ministru (ministru președinte)                                                 | Viktor Orbán | 29 mai 2010                           |
| Uruguay                                                                              | Președinte al Republicii                                                            | José Mujica | 1 martie 2010                         |
| Uzbekistan · (vezi și : §13)                                                         | Președinte al Republicii                                                            | Islam Karimov | 24 martie 1990                        |
| Uzbekistan · (vezi și : §13)                                                         | Prim-ministru                                                                       | Shavkat Mirziyoyev | 12 decembrie 2003                     |
| Vanuatu                                                                              | Președinte al Republicii                                                            | Iolu Abil | 2 septembrie 2009                     |
| Vanuatu                                                                              | Prim-miniștri (succesivi)                                                           | Sato Kilman | 26 iunie 2011                         |
| Vanuatu                                                                              | Prim-miniștri (succesivi)                                                           | Edward Natapei | 16 iumie 2011                         |
| Vanuatu                                                                              | Prim-miniștri (succesivi)                                                           | Sato Kilman | 24 aprilie 2011                       |
| Vanuatu                                                                              | Prim-miniștri (succesivi)                                                           | Serge Vohor | 16 iumie 2011                         |
| Vanuatu                                                                              | Prim-miniștri (succesivi)                                                           | Sato Kilman | 2 decembrie 2010                      |
| Vatican / Sfântul Scaun                                                              | Suveran / Papă                                                                      | Benedict al XVI-lea | 19 aprilie 2005                       |
| Vatican / Sfântul Scaun                                                              | Președinți ai Guvernoratului (șefi ai guvernului Statului Oraș Vatican) (succesivi) | Giuseppe Bertello | 1 octombrie 2011                      |
| Vatican / Sfântul Scaun                                                              | Președinți ai Guvernoratului (șefi ai guvernului Statului Oraș Vatican) (succesivi) | cardinal Giovanni Lajolo | 15 septembrie 2006                    |
| Vatican / Sfântul Scaun                                                              | Secretar de stat (prim-ministru al Sfântului Scaun)                                 | cardinal Tarcisio Bertone | 17 Jul 2011 - 23 Jul 2011             |
| Venezuela                                                                            | Președinți ai Republicii                                                            | Elías Jaua , (interimar) | 17 iulie 2011 - 23 iulie 2011         |
| Venezuela                                                                            | Președinți ai Republicii                                                            | Elías Jaua (interimar) | 10 iunie 2011 - 4 iulie 2011          |
| Venezuela                                                                            | Președinți ai Republicii                                                            | Hugo Chávez . | 14 aprilie 2002                       |
| Venezuela                                                                            | Vicepreședinte executiv                                                             | Elías Jaua | 26 ianuarie 2010                      |
| Vietnam                                                                              | Secretari generali ai Partidului Comunist Vietnamez (succesivi)                     | Nguyen Phu Trong | 19 ianuarie 2011                      |
| Vietnam                                                                              | Secretari generali ai Partidului Comunist Vietnamez (succesivi)                     | Nong Duc Manh | 22 aprilie 2001                       |
| Vietnam                                                                              | Președinți ai Republicii (succesivi)                                                | Truong Tan Sang | 25 iulie 2011                         |
| Vietnam                                                                              | Președinți ai Republicii (succesivi)                                                | Nguyen Minh Triet | 27 iulie 2006                         |
| Vietnam                                                                              | Prim-ministru (premier al Guvernului)                                               | Nguyen Tan Dung | 27 iunie 2006                         |
| Yemen                                                                                | Președinți ai Republicii                                                            | Abd Rabbuh Mansur Hadi (interimar) | 4 iunie 2011 - 23 septembrie 2011     |
| Yemen                                                                                | Președinți ai Republicii                                                            | Ali Abdallah Saleh , | 22 mai 1990                           |
| Yemen                                                                                | Prim-miniștri (miniștri președinți) (succesivi)                                     | Mohammed Basindawaa | 10 decembrie 2011                     |
| Yemen                                                                                | Prim-miniștri (miniștri președinți) (succesivi)                                     | Hasan Ahmas al-Lawzi (interimar) | 4 iunie 2011 - 23 august 2011         |
| Yemen                                                                                | Prim-miniștri (miniștri președinți) (succesivi)                                     | Ali Muhammad Mujawar | 7 aprilie 2007                        |
| Zambia                                                                               | Președinți ai Republicii (succesivi)                                                | Michael Sata | 23 septembrie 2011                    |
| Zambia                                                                               | Președinți ai Republicii (succesivi)                                                | Rupiah Banda | 29 iunie 2008                         |
| Zimbabwe                                                                             | Președinte al Republicii                                                            | Robert Mugabe | 31 decembrie 1987                     |
| Zimbabwe                                                                             | Prim-ministru                                                                       | Morgan Tsvangirai | 11 februarie 2009                     |

## State independente recunoscute parțial
| Statul și statutul                                                                                  | Separat din                                 | Funcția                                                                                | Numele                                                      | Începând cu                    |
| --------------------------------------------------------------------------------------------------- | ------------------------------------------- | -------------------------------------------------------------------------------------- | ----------------------------------------------------------- | ------------------------------ |
| Abhazia (Stat secesionist prorus, fostă republică autonomă) (vezi și : §15)                         | Georgia                                     | Președinți (succesivi)                                                                 | Nugzar Ashuba (interimar)                                   | 26 iulie 2011 - 28 august 2011 |
| Abhazia (Stat secesionist prorus, fostă republică autonomă) (vezi și : §15)                         | Georgia                                     | Președinți (succesivi)                                                                 | Aleksandr Ankvab ,                                          | 29 mai 2011                    |
| Abhazia (Stat secesionist prorus, fostă republică autonomă) (vezi și : §15)                         | Georgia                                     | Președinți (succesivi)                                                                 | Sergey Bagapsh                                              | 12 februarie 2005              |
| Abhazia (Stat secesionist prorus, fostă republică autonomă) (vezi și : §15)                         | Georgia                                     | Prim-miniștri (succesivi)                                                              | Leonid Lakerbaia                                            | 27 septembrie 2011             |
| Abhazia (Stat secesionist prorus, fostă republică autonomă) (vezi și : §15)                         | Georgia                                     | Prim-miniștri (succesivi)                                                              | Sergey Shamba                                               | 13 februarie 2010              |
| Azad Cașmir , (Stat constituit în zona ocupată de Pakistan a Cașmirului)                            | India · Jammu și Cașmir                     | Președinți (succesivi)                                                                 | Sardar Mohammad Yaqoob Khan                                 | 25 august 2011                 |
| Azad Cașmir , (Stat constituit în zona ocupată de Pakistan a Cașmirului)                            | India · Jammu și Cașmir                     | Președinți (succesivi)                                                                 | Raja Zulqarnain Khan                                        | 25 august 2006                 |
| Azad Cașmir , (Stat constituit în zona ocupată de Pakistan a Cașmirului)                            | India · Jammu și Cașmir                     | Prim-miniștri (succesivi)                                                              | Chaudhry Abdul Majeed                                       | 26 iulie 2011                  |
| Azad Cașmir , (Stat constituit în zona ocupată de Pakistan a Cașmirului)                            | India · Jammu și Cașmir                     | Prim-miniștri (succesivi)                                                              | Sardar Attique Ahmed Khan                                   | 29 iulie 2010                  |
| Ciprul de Nord (Stat secesionist proturc al minorității turce)                                      | Cipru                                       | Președinte                                                                             | Derviş Eroğlu                                               | 23 aprilie 2010                |
| Ciprul de Nord (Stat secesionist proturc al minorității turce)                                      | Cipru                                       | Prim-ministru                                                                          | Irsen Küçük                                                 | 17 mai 2010                    |
| Kosovo (Regiune apoi republică autonomă auto proclamată independentă) (vezi și : §15)               | Serbia                                      | Președinți ai Republicii (succesivi)                                                   | Atifete Jahjaga                                             | 7 aprilie 2011                 |
| Kosovo (Regiune apoi republică autonomă auto proclamată independentă) (vezi și : §15)               | Serbia                                      | Președinți ai Republicii (succesivi)                                                   | Jakup Krasniqi (interimar)                                  | 10 martie 2011                 |
| Kosovo (Regiune apoi republică autonomă auto proclamată independentă) (vezi și : §15)               | Serbia                                      | Președinți ai Republicii (succesivi)                                                   | Behgjet Pacolli                                             | 22 februarie 2011              |
| Kosovo (Regiune apoi republică autonomă auto proclamată independentă) (vezi și : §15)               | Serbia                                      | Președinți ai Republicii (succesivi)                                                   | Jakup Krasniqi (interimar)                                  | 22 septembrie 2010             |
| Kosovo (Regiune apoi republică autonomă auto proclamată independentă) (vezi și : §15)               | Serbia                                      | Prim-ministru                                                                          | Hashim Thaçi                                                | 9 ianuarie 2008                |
| Kosovo (Regiune apoi republică autonomă auto proclamată independentă) (vezi și : §15)               | Serbia                                      | Reprezentanți Speciali ai Secretarului General al ONU prntru Kosovo (SRSG) (succesivi) | Farid Zarif (Afghanistan)                                   | 3 august 2011                  |
| Kosovo (Regiune apoi republică autonomă auto proclamată independentă) (vezi și : §15)               | Serbia                                      | Reprezentanți Speciali ai Secretarului General al ONU prntru Kosovo (SRSG) (succesivi) | Robert E. Sorenson (Statele Unite ale Americii) (interimar) | 1 iulie 2011                   |
| Kosovo (Regiune apoi republică autonomă auto proclamată independentă) (vezi și : §15)               | Serbia                                      | Reprezentanți Speciali ai Secretarului General al ONU prntru Kosovo (SRSG) (succesivi) | Lamberto Zannier (Italia)                                   | 20 iunie 2008                  |
| Osetia de Sud , (Stat secesionist prorus, fostă republică autonomă) (vezi și : §15)                 | Georgia                                     | Președinți (successivi)                                                                | Vadim Brovtsev (interimar)                                  | 11 decembrie 2011              |
| Osetia de Sud , (Stat secesionist prorus, fostă republică autonomă) (vezi și : §15)                 | Georgia                                     | Președinți (successivi)                                                                | Eduard Kokoyev                                              | 18 decembrie 2001              |
| Osetia de Sud , (Stat secesionist prorus, fostă republică autonomă) (vezi și : §15)                 | Georgia                                     | Președinte al Guvernului                                                               | Vadim Brovtsev                                              | 5 august 2009                  |
| Statul Palestina (Stat proclamat în numele poporului palestinian, practic inoperant) (vezi și : §5) | Israel · Autoritatea Națională Palestiniană | Președinte                                                                             | Mahmoud Abbas ,                                             | 8 mai 2005                     |
| Statul Palestina (Stat proclamat în numele poporului palestinian, practic inoperant) (vezi și : §5) | Israel · Autoritatea Națională Palestiniană | Președinte al Consiliului Executiv al Organizației pentru Eliberarea Palestinei        | Mahmoud Abbas ,                                             | 29 octombrie 2004              |
| Sahara occidentală (Stat format în cadeul fostei Sahare Spaniole)                                   | Maroc                                       | Președinte                                                                             | Mohamed Abdelaziz                                           | 30 august 1976                 |
| Sahara occidentală (Stat format în cadeul fostei Sahare Spaniole)                                   | Maroc                                       | Prim-ministru                                                                          | Abdelkader Taleb Oumar                                      | 29 octombrie 2003              |
| Taiwan (Stat constituit în insula Taiwan)                                                           | China                                       | Președinte al Republicii                                                               | Ma Ying-jeou                                                | 20 mai 2008                    |
| Taiwan (Stat constituit în insula Taiwan)                                                           | China                                       | Președinte al Yuan-ului executiv (prim-ministru)                                       | Wu Den-yih                                                  | 10 septembrie 2009             |

## State independente nerecunoscute
| Statul și statutul                                                                            | Separat din        | Funcția                | Numele                 | Începând cu        |
| --------------------------------------------------------------------------------------------- | ------------------ | ---------------------- | ---------------------- | ------------------ |
| Karabahul de Munte (sau Nagorno Karabah) (Stat secesionist proarmean, fostă regiune autonomă) | Azerbaidjan        | Președinte             | Bako Sahakian          | 7 septembrie 2007  |
| Karabahul de Munte (sau Nagorno Karabah) (Stat secesionist proarmean, fostă regiune autonomă) | Azerbaidjan        | Prim-ministru          | Araik Haroutiounian    | 14 septembrie 2007 |
| Somaliland (Stat secesionist, fostă regiune autonomă) (vezi și : §15)                         | Somalia            | Președinte             | Ahmed Mahamoud Silanyo | 27 iulie 2010      |
| Transnistria (Stat secesionist prorus, fostă regiune autonomă)                                | Moldova, Republica | Președinți (succesivi) | Evgheni Șevciuk        | 30 decembrie 2011  |
| Transnistria (Stat secesionist prorus, fostă regiune autonomă)                                | Moldova, Republica | Președinți (succesivi) | Igor Smirnov           | 3 decembrie 1991   |

## Alte teritorii independentede facto
| Statul și statutul | Separat din | Funcția | Numele            | Începând cu |
| --- | ----------- | ------- | ----------------- | ----------- |
| Waziristan (de facto zonă controlată de militanții islamiști pakistanezi, de jure componentă a Zonelor tribale administrate federal) | Pakistan    | Emir    | Hakimullah Mehsud | august 2009 |

## Entități cu statut apropiat de cel de stat
| Entitate                                                 | Funcție                                          | Nume                                                          | Începând cu       |
| -------------------------------------------------------- | ------------------------------------------------ | ------------------------------------------------------------- | ----------------- |
| Ordinul de Malta                                         | Mare Maestru                                     | Matthew Festing                                               | 11 martie 2008    |
| Ordinul de Malta                                         | Mare Cancelar                                    | Jean-Pierre Mazery                                            | 16 aprilie 2005   |
| Autoritatea Națională Palestiniană (vezi și : §2 și §15) | Președinte al Autorității Naționale Palestiniene | Mahmoud Abbas , (corevendicator începând cu 15 ianuarie 2009) | 15 ianuarie 2005  |
| Autoritatea Națională Palestiniană (vezi și : §2 și §15) | Prim-ministru                                    | Salam Fayyad (corevendicator începând cu 17 iunie 2007)       | 17 iunie 2007     |
| Uniunea Europeană                                        | Președinte al Consiliului European               | Herman Van Rompuy                                             | 1 decembrie 2009  |
| Uniunea Europeană                                        | Președinte al Comisiei Europene                  | José Manuel Barroso                                           | 22 noiembrie 2004 |

## Teritorii exterioare și asociate ale Australiei
| Teritoriu                          | Suveranitate și statut                                                                              | Funcția                                                                                    | Numele                | Începând cu        |
| ---------------------------------- | --------------------------------------------------------------------------------------------------- | ------------------------------------------------------------------------------------------ | --------------------- | ------------------ |
| Ashmore și Cartier, Insulele       | Australia · (Teritoriu exterior nelocuit)                                                           | Regină a Australiei                                                                        | Elisabeta a II-a      | 6 februarie 1952   |
| Ashmore și Cartier, Insulele       | Australia · (Teritoriu exterior nelocuit)                                                           | Guvernatoare generală a Australiei                                                         | Quentin Bryce         | 5 septembrie 2008  |
| Ashmore și Cartier, Insulele       | Australia · (Teritoriu exterior nelocuit)                                                           | Ministru ai Australiei Regionale. Dezvoltării Regionale și Guvernării Locale al Australiei | Simon Crean           | 14 septembrie 2010 |
| Christmas, Insula                  | Australia · (Teritoriu exterior)                                                                    | Regină a Australiei                                                                        | Elisabeta a II-a      | 6 februarie 1952   |
| Christmas, Insula                  | Australia · (Teritoriu exterior)                                                                    | Guvernatoare generală a Australiei                                                         | Quentin Bryce         | 5 septembrie 2008  |
| Christmas, Insula                  | Australia · (Teritoriu exterior)                                                                    | Administrator                                                                              | Brian James Lacy      | 3 octombrie 2009   |
| Christmas, Insula                  | Australia · (Teritoriu exterior)                                                                    | Președinți ai Shire (succesivi)                                                            | Foo Kee Heng          | 18 octombrie 2011  |
| Christmas, Insula                  | Australia · (Teritoriu exterior)                                                                    | Președinți ai Shire (succesivi)                                                            | Gordon Thomson        | 2003               |
| Cocos (Keeling), Insulele          | Australia · (Teritoriu exterior)                                                                    | Regină a Australiei                                                                        | Elisabeta a II-a      | 6 februarie 1952   |
| Cocos (Keeling), Insulele          | Australia · (Teritoriu exterior)                                                                    | Guvernatoare generală a Australiei                                                         | Quentin Bryce         | 5 septembrie 2008  |
| Cocos (Keeling), Insulele          | Australia · (Teritoriu exterior)                                                                    | Administrator                                                                              | Brian James Lacy      | 5 octombrie 2009   |
| Cocos (Keeling), Insulele          | Australia · (Teritoriu exterior)                                                                    | Președinți ai Shire (succesivi)                                                            | Aindil Minkom         | 29 iunie 2011      |
| Cocos (Keeling), Insulele          | Australia · (Teritoriu exterior)                                                                    | Președinți ai Shire (succesivi)                                                            | Balmut Pirus          | octobrie 2009      |
| Heard și McDonald, Insulele (HIMI) | Australia · (Teritoriu exterior nelocuit)                                                           | Regină a Australiei                                                                        | Elisabeta a II-a      | 6 februarie 1952   |
| Heard și McDonald, Insulele (HIMI) | Australia · (Teritoriu exterior nelocuit)                                                           | Guvernatoare generală a Australiei                                                         | Quentin Bryce         | 5 septembrie 2008  |
| Heard și McDonald, Insulele (HIMI) | Australia · (Teritoriu exterior nelocuit)                                                           | Directori ai Departamentului Australian al Antarcticii (succesivi)                         | Tony Fleming          | august 2011        |
| Heard și McDonald, Insulele (HIMI) | Australia · (Teritoriu exterior nelocuit)                                                           | Directori ai Departamentului Australian al Antarcticii (succesivi)                         | Lyn Maddock           | februarie 2009     |
| Lord Howe, Insula                  | Noul Wales de Sud (Zonă neîncorporată cu autoguvernare din cadrul statului Noul Wales de Sud)       | Guvernatoare a Noului Wales de Sud                                                         | Marie Bashir          | 1 martie 2001      |
| Lord Howe, Insula                  | Noul Wales de Sud (Zonă neîncorporată cu autoguvernare din cadrul statului Noul Wales de Sud)       | Premieri ai Noului Wales de Sud (succesivi)                                                | Barry O'Farrell       | 28 martie 2011     |
| Lord Howe, Insula                  | Noul Wales de Sud (Zonă neîncorporată cu autoguvernare din cadrul statului Noul Wales de Sud)       | Premieri ai Noului Wales de Sud (succesivi)                                                | Kristina Keneally     | 4 decembrie 2009   |
| Lord Howe, Insula                  | Noul Wales de Sud (Zonă neîncorporată cu autoguvernare din cadrul statului Noul Wales de Sud)       | Președiinte al Consiliului Insulei Lord Howe                                               | Alistair Henchman     | aprilie 2008       |
| Lord Howe, Insula                  | Noul Wales de Sud (Zonă neîncorporată cu autoguvernare din cadrul statului Noul Wales de Sud)       | Director executiv al Consiliului Insulei Lord Howe                                         | Stephen "Steve" Wills | mai 2008           |
| Macquarie, Insula                  | Tasmania (Insuliță nelocuită și izolată atașată Consiliul Huon Valley din cadrul statului Tasmania) | Guvernator al Tasmaniei                                                                    | Peter Underwood       | 2 aprilie 2008     |
| Macquarie, Insula                  | Tasmania (Insuliță nelocuită și izolată atașată Consiliul Huon Valley din cadrul statului Tasmania) | Premieri ai statului Tasmania (succesivi)                                                  | Lara Giddings         | 24 ianuarie 2011   |
| Macquarie, Insula                  | Tasmania (Insuliță nelocuită și izolată atașată Consiliul Huon Valley din cadrul statului Tasmania) | Premieri ai statului Tasmania (succesivi)                                                  | David Bartlett        | 26 mai 2008        |
| Macquarie, Insula                  | Tasmania (Insuliță nelocuită și izolată atașată Consiliul Huon Valley din cadrul statului Tasmania) | Primar al Consiliului Huon Valley                                                          | Robert Armstrong      | ?                  |
| Macquarie, Insula                  | Tasmania (Insuliță nelocuită și izolată atașată Consiliul Huon Valley din cadrul statului Tasmania) | Director executiv al Consiliului Huon Valley                                               | Glenn Graeme Doyle    | septembrie 2009    |
| Macquarie, Insula                  | Tasmania (Insuliță nelocuită și izolată atașată Consiliul Huon Valley din cadrul statului Tasmania) | Secretar adjunct pentru Parcuri al Tasmaniei                                               | Peter Mooney          | .../august 2008    |
| Mării de Coral, Insulele           | Australia · (Teritoriu exterior nelocuit)                                                           | Regină a Australiei                                                                        | Elisabeta a II-a      | 6 februarie 1952   |
| Mării de Coral, Insulele           | Australia · (Teritoriu exterior nelocuit)                                                           | Guvernatoare generală a Australiei                                                         | Quentin Bryce         | 5 septembrie 2008  |
| Mării de Coral, Insulele           | Australia · (Teritoriu exterior nelocuit)                                                           | Ministru al Australiei Regionale, Dezvoltării Regionale și Guvernării Locale al Australiei | Simon Crean           | 14 septembrie 2010 |
| Norfolk, Insula                    | Australia · (Teritoriu asociat cu autoguvernare)                                                    | Regină a Australiei                                                                        | Elisabeta a II-a      | 6 februarie 1952   |
| Norfolk, Insula                    | Australia · (Teritoriu asociat cu autoguvernare)                                                    | Guvernatoare generală a Australiei                                                         | Quentin Bryce         | 5 septembrie 2008  |
| Norfolk, Insula                    | Australia · (Teritoriu asociat cu autoguvernare)                                                    | Administrator                                                                              | Owen Walsh            | 1 octombrie 2007   |
| Norfolk, Insula                    | Australia · (Teritoriu asociat cu autoguvernare)                                                    | Ministru Șef                                                                               | David Buffet          | 24 martie 2010     |
| Strâmtorii Torres, Insulele        | Queensland (Teritoriu cu un statut special aparținând statului Queensland)                          | Guvernatoare a statului Queensland                                                         | Penelope Wensley      | 28 iulie 2008      |
| Strâmtorii Torres, Insulele        | Queensland (Teritoriu cu un statut special aparținând statului Queensland)                          | Premier ai statutlui Queensland                                                            | Anna Maria Bligh      | 13 septembrie 2007 |
| Strâmtorii Torres, Insulele        | Queensland (Teritoriu cu un statut special aparținând statului Queensland)                          | Președinte aI Autorității Regionale a Strâmtorii Torres                                    | John Toshie Kris      | mai 2001           |
| Zona Antarctică Australiană        | Australia · (Teritoriu exterior)                                                                    | Regină a Australiei                                                                        | Elisabeta a II-a      | 6 februarie 1952   |
| Zona Antarctică Australiană        | Australia · (Teritoriu exterior)                                                                    | Guvernatoare generală a Australiei                                                         | Quentin Bryce         | 5 septembrie 2008  |
| Zona Antarctică Australiană        | Australia · (Teritoriu exterior)                                                                    | Directori ai Departamentului Australian al Antarcticii (succesivi)                         | Tony Fleming          | august 2011        |
| Zona Antarctică Australiană        | Australia · (Teritoriu exterior)                                                                    | Directori ai Departamentului Australian al Antarcticii (succesivi)                         | Lyn Maddock           | februarie 2009     |

## Teritorii britanice de peste mări și dependențe ale coroanei britanice
| Teritoriu                                                                                  | Suveranitate și statut                                                                                              | Funcția                                                                              | Numele                                     | Începând cu                  |
| ------------------------------------------------------------------------------------------ | --- | ------------------------------------------------------------------------------------ | ------------------------------------------ | ---------------------------- |
| Akrotiri și Dhekelia, Zonele Bazelor Suverane                                              | Regatul Unit (Baze militare suverane)                                                                               | Regină a Regatului Unit                                                              | Elisabeta a II-a                           | 6 februarie 1952             |
| Akrotiri și Dhekelia, Zonele Bazelor Suverane                                              | Regatul Unit (Baze militare suverane)                                                                               | Administrator                                                                        | Graham E. Stacey                           | 4 noiembrie 2010             |
| Alderney                                                                                   | Guernsey (Dependență a bailiwick-ului Guernsey)                                                                     | Locotenent guvernatori al bailiwick-ului Guernesey (succesivi)                       | Peter Walker                               | 15 aprilie 2011              |
| Alderney                                                                                   | Guernsey (Dependență a bailiwick-ului Guernsey)                                                                     | Locotenent guvernatori al bailiwick-ului Guernesey (succesivi)                       | sir Geoffrey Rowland , (interimar)         | 23 februarie 2011            |
| Alderney                                                                                   | Guernsey (Dependență a bailiwick-ului Guernsey)                                                                     | Locotenent guvernatori al bailiwick-ului Guernesey (succesivi)                       | sir Fabian Malbon                          | 18 octombrie 2005            |
| Alderney                                                                                   | Guernsey (Dependență a bailiwick-ului Guernsey)                                                                     | Bailiff de Guernsey                                                                  | sir Geoffrey Rowland                       | 16 iunie 2005                |
| Alderney                                                                                   | Guernsey (Dependență a bailiwick-ului Guernsey)                                                                     | Ministru Șef al bailiwick-ului Guernsey                                              | Lyndon Trott                               | 1 mai 2008                   |
| Alderney                                                                                   | Guernsey (Dependență a bailiwick-ului Guernsey)                                                                     | Președinți ai Statelor (succesivi)                                                   | Stuart Trought                             | 22 iunie 2011                |
| Alderney                                                                                   | Guernsey (Dependență a bailiwick-ului Guernsey)                                                                     | Președinți ai Statelor (succesivi)                                                   | Norman Browse                              | 19 ianuarie 2002             |
| Anguilla                                                                                   | Regatul Unit (Teritoriu de peste mări)                                                                              | Regină a Regatului Unit                                                              | Elisabeta a II-a                           | 6 februarie 1952             |
| Anguilla                                                                                   | Regatul Unit (Teritoriu de peste mări)                                                                              | Guvernator                                                                           | William Alistair Harrison                  | 21 aprilie 2009              |
| Anguilla                                                                                   | Regatul Unit (Teritoriu de peste mări)                                                                              | Ministru Șef                                                                         | Hubert Hughes                              | 16 februarie 2010            |
| Ascensión. Insula                                                                          | Sfânta Elena, Ascension și Tristan da Cunha (Componenră a teritoriului Sfânta Elena, Ascensión și Tristan da Cunha) | Guvernatori ai teritoriului Sfânta Elena, Ascensión și Tristan da Sunhat (succesivi) | Mark Capes                                 | 29 octombrie 2011            |
| Ascensión. Insula                                                                          | Sfânta Elena, Ascension și Tristan da Cunha (Componenră a teritoriului Sfânta Elena, Ascensión și Tristan da Cunha) | Guvernatori ai teritoriului Sfânta Elena, Ascensión și Tristan da Sunhat (succesivi) | Kenneth Baddon (interimar)                 | 24 septembrie 2011           |
| Ascensión. Insula                                                                          | Sfânta Elena, Ascension și Tristan da Cunha (Componenră a teritoriului Sfânta Elena, Ascensión și Tristan da Cunha) | Guvernatori ai teritoriului Sfânta Elena, Ascensión și Tristan da Sunhat (succesivi) | Andrew Gurr                                | 11 noiembrie 2007            |
| Ascensión. Insula                                                                          | Sfânta Elena, Ascension și Tristan da Cunha (Componenră a teritoriului Sfânta Elena, Ascensión și Tristan da Cunha) | Administratori (succesivi)                                                           | Colin Wells                                | 27 octombrie 2011            |
| Ascensión. Insula                                                                          | Sfânta Elena, Ascension și Tristan da Cunha (Componenră a teritoriului Sfânta Elena, Ascensión și Tristan da Cunha) | Administratori (succesivi)                                                           | Miles Miller (interimar)                   | 15 octombrie 2011            |
| Ascensión. Insula                                                                          | Sfânta Elena, Ascension și Tristan da Cunha (Componenră a teritoriului Sfânta Elena, Ascensión și Tristan da Cunha) | Administratori (succesivi)                                                           | Joanne Yeadon (interimară)                 | 19 septembrie 2011           |
| Ascensión. Insula                                                                          | Sfânta Elena, Ascension și Tristan da Cunha (Componenră a teritoriului Sfânta Elena, Ascensión și Tristan da Cunha) | Administratori (succesivi)                                                           | Miles Miller (interimar)                   | 10 septembrie 2011           |
| Ascensión. Insula                                                                          | Sfânta Elena, Ascension și Tristan da Cunha (Componenră a teritoriului Sfânta Elena, Ascensión și Tristan da Cunha) | Administratori (succesivi)                                                           | Ross Denny                                 | septembrie 2008              |
| Bermude, Insulele                                                                          | Regatul Unit (Teritoriu de peste mări)                                                                              | Regină a Regatului Unit                                                              | Elisabeta a II-a                           | 6 februarie 1952             |
| Bermude, Insulele                                                                          | Regatul Unit (Teritoriu de peste mări)                                                                              | Guvernator                                                                           | sir Richard Gozney                         | 12 decembrie 2007            |
| Bermude, Insulele                                                                          | Regatul Unit (Teritoriu de peste mări)                                                                              | Premier                                                                              | Paula Cox                                  | 28 octobrie 2010             |
| Brecqhou                                                                                   | Sark (Insulă proprietate privată, componentă a senioriei Sark) (statut în dispută)                                  | Locotenent guvernatori al bailiwick-ului Guernsey (succesivi)                        | Peter Walker                               | 15 aprilie 2011              |
| Brecqhou                                                                                   | Sark (Insulă proprietate privată, componentă a senioriei Sark) (statut în dispută)                                  | Locotenent guvernatori al bailiwick-ului Guernsey (succesivi)                        | sir Geoffrey Rowland , (interimar)         | 23 februarie 2011            |
| Brecqhou                                                                                   | Sark (Insulă proprietate privată, componentă a senioriei Sark) (statut în dispută)                                  | Locotenent guvernatori al bailiwick-ului Guernsey (succesivi)                        | sir Fabian Malbon                          | 18 octombrie 2005            |
| Brecqhou                                                                                   | Sark (Insulă proprietate privată, componentă a senioriei Sark) (statut în dispută)                                  | Bailiff de Guernsey                                                                  | sir Geoffrey Rowland                       | 16 iunie 2005                |
| Brecqhou                                                                                   | Sark (Insulă proprietate privată, componentă a senioriei Sark) (statut în dispută)                                  | Ministru Șef al bailiwick-ului Guernsey                                              | Lyndon Trott                               | 1 mai 2008                   |
| Brecqhou                                                                                   | Sark (Insulă proprietate privată, componentă a senioriei Sark) (statut în dispută)                                  | Senior de Sark                                                                       | Michael Beaumont                           | 14 iulie 1974                |
| Brecqhou                                                                                   | Sark (Insulă proprietate privată, componentă a senioriei Sark) (statut în dispută)                                  | Tenants                                                                              | sir David Barclay și sir Frederick Barclay | septembrie 1993              |
| Cayman, Insulele                                                                           | Regatul Unit (Teritoriu de peste mări)                                                                              | Regină a Regatului Unit                                                              | Elisabeta a II-a                           | 6 februarie 1952             |
| Cayman, Insulele                                                                           | Regatul Unit (Teritoriu de peste mări)                                                                              | Guvernator                                                                           | Duncan Taylor                              | 15 ianuarie 2010             |
| Cayman, Insulele                                                                           | Regatul Unit (Teritoriu de peste mări)                                                                              | Premier                                                                              | McKeeva Bush                               | 6 noiembrie 2009             |
| Falkland, Insulele                                                                         | Regatul Unit (Teritoriu de peste mări)                                                                              | Regină a Regatului Unit                                                              | Elisabeta a II-a                           | 6 februarie 1952             |
| Falkland, Insulele                                                                         | Regatul Unit (Teritoriu de peste mări)                                                                              | Guvernator                                                                           | Nigel Haywood                              | 16 octombrie 2010            |
| Falkland, Insulele                                                                         | Regatul Unit (Teritoriu de peste mări)                                                                              | Șef al executivului                                                                  | Tim Thorogood                              | 3 ianusrie 2008              |
| Georgia de Sud și Sandwich de Sud, Insulele (SGSSI)                                        | Regatul Unit (Teritoriu de peste mări)                                                                              | Regină a Regatului Unit                                                              | Elisabeta a II-a                           | 6 februarie 1952             |
| Georgia de Sud și Sandwich de Sud, Insulele (SGSSI)                                        | Regatul Unit (Teritoriu de peste mări)                                                                              | Comisar ,                                                                            | Nigel Haywood                              | 16 octombrie 2010            |
| Georgia de Sud și Sandwich de Sud, Insulele (SGSSI)                                        | Regatul Unit (Teritoriu de peste mări)                                                                              | Administrator șef                                                                    | Martin Collins                             | mai 2009                     |
| Gibraltar                                                                                  | Regatul Unit (Teritoriu de peste mări)                                                                              | Regină a a Regatului Unit                                                            | Elisabeta a II-a                           | 6 februarie 1952             |
| Gibraltar                                                                                  | Regatul Unit (Teritoriu de peste mări)                                                                              | Guvernator                                                                           | sir Adrian Johns                           | 26 octombrie 2009            |
| Gibraltar                                                                                  | Regatul Unit (Teritoriu de peste mări)                                                                              | Miniștri Șefi (succesivi)                                                            | Fabian Picardo                             | 9 decembrie 2011             |
| Gibraltar                                                                                  | Regatul Unit (Teritoriu de peste mări)                                                                              | Miniștri Șefi (succesivi)                                                            | Peter Caruana                              | 17 mai 1996                  |
| Guernsey                                                                                   | Coroana briranică (Dependență a Coroanei Britanice)                                                                 | Regină a Regatului Unit, Duce de Normandia                                           | Elisabeta a II-a                           | 6 februarie 1952             |
| Guernsey                                                                                   | Coroana briranică (Dependență a Coroanei Britanice)                                                                 | Locotenent guvernatori (succesivi)                                                   | Peter Walker                               | 15 aprilie 2011              |
| Guernsey                                                                                   | Coroana briranică (Dependență a Coroanei Britanice)                                                                 | Locotenent guvernatori (succesivi)                                                   | sir Geoffrey Rowland , (interimar)         | 23 februarie 2011            |
| Guernsey                                                                                   | Coroana briranică (Dependență a Coroanei Britanice)                                                                 | Locotenent guvernatori (succesivi)                                                   | sir Fabian Malbon                          | 18 octombrie 2005            |
| Guernsey                                                                                   | Coroana briranică (Dependență a Coroanei Britanice)                                                                 | Bailiff                                                                              | sir Geoffrey Rowland                       | 16 iunie 2005                |
| Guernsey                                                                                   | Coroana briranică (Dependență a Coroanei Britanice)                                                                 | Ministru Șef                                                                         | Lyndon Trott                               | 1 mai 2008                   |
| Herm                                                                                       | Guernsey (Dependență a bailiwick-ului Guernsey                                                                      | Locotenent guvernatori al bailiwick-ului Guernesey (succesivi)                       | Peter Walker                               | 15 aprilie 2011              |
| Herm                                                                                       | Guernsey (Dependență a bailiwick-ului Guernsey                                                                      | Locotenent guvernatori al bailiwick-ului Guernesey (succesivi)                       | sir Geoffrey Rowland , (interimar)         | 23 februarie 2011            |
| Herm                                                                                       | Guernsey (Dependență a bailiwick-ului Guernsey                                                                      | Locotenent guvernatori al bailiwick-ului Guernesey (succesivi)                       | sir Fabian Malbon                          | 18 octombrie 2005            |
| Herm                                                                                       | Guernsey (Dependență a bailiwick-ului Guernsey                                                                      | Bailiff de Guernsey                                                                  | sir Geoffrey Rowland                       | 16 iunie 2005                |
| Herm                                                                                       | Guernsey (Dependență a bailiwick-ului Guernsey                                                                      | Ministru Șef al bailiwick-ului Guernsey                                              | Lyndon Trott                               | 1 mai 2008                   |
| Herm                                                                                       | Guernsey (Dependență a bailiwick-ului Guernsey                                                                      | Tenants                                                                              | John Singer și Julia Singer                | 1 octombrie 2008             |
| Jersey                                                                                     | Coroana briranică (Dependență a Coroanei Britanice)                                                                 | Regină a Regatului Unit, Duce de Normandia                                           | Elisabeta a II-a                           | 6 februarie 1952             |
| Jersey                                                                                     | Coroana briranică (Dependență a Coroanei Britanice)                                                                 | Locotenent guvernatori (succesivi)                                                   | sir John McColl                            | 26 septembrie 2011           |
| Jersey                                                                                     | Coroana briranică (Dependență a Coroanei Britanice)                                                                 | Locotenent guvernatori (succesivi)                                                   | Michael Birt (interimar)                   | 19 iunie 2011                |
| Jersey                                                                                     | Coroana briranică (Dependență a Coroanei Britanice)                                                                 | Locotenent guvernatori (succesivi)                                                   | sir Andrew Ridgway                         | 14 iunie 2006                |
| Jersey                                                                                     | Coroana briranică (Dependență a Coroanei Britanice)                                                                 | Bailiff                                                                              | Michael Birt                               | 9 iulie 2009                 |
| Jersey                                                                                     | Coroana briranică (Dependență a Coroanei Britanice)                                                                 | Miniștri Șefi (succesivi)                                                            | Ian Gorst                                  | 18 noiembrie 2011            |
| Jersey                                                                                     | Coroana briranică (Dependență a Coroanei Britanice)                                                                 | Miniștri Șefi (succesivi)                                                            | Terry Le Sueur                             | 12 decembrie 2008            |
| Jethou                                                                                     | Guernsey (Dependență a bailiwick-ului Guernsey)                                                                     | Locotenent guvernatori al bailiwick-ului Guernesey (succesivi)                       | Peter Walker                               | 15 aprilie 2011              |
| Jethou                                                                                     | Guernsey (Dependență a bailiwick-ului Guernsey)                                                                     | Locotenent guvernatori al bailiwick-ului Guernesey (succesivi)                       | sir Geoffrey Rowland , (interimar)         | 23 februarie 2011            |
| Jethou                                                                                     | Guernsey (Dependență a bailiwick-ului Guernsey)                                                                     | Locotenent guvernatori al bailiwick-ului Guernesey (succesivi)                       | sir Fabian Malbon                          | 18 octombrie 2005            |
| Jethou                                                                                     | Guernsey (Dependență a bailiwick-ului Guernsey)                                                                     | Bailiff de Guernsey                                                                  | sir Geoffrey Rowland                       | 16 iunie 2005                |
| Jethou                                                                                     | Guernsey (Dependență a bailiwick-ului Guernsey)                                                                     | Ministriu Șef al bailiwick-ului Guernsey                                             | Lyndon Trott                               | 1 mai 2008                   |
| Jethou                                                                                     | Guernsey (Dependență a bailiwick-ului Guernsey)                                                                     | Subtenants                                                                           | sir Peter Ogden și Philip Hulme            | 1995                         |
| Lihou                                                                                      | Guernsey (Dependență a bailiwick-ului Guernsey)                                                                     | Locotenent guvernatori al bailiwick-ului Guernsey (succesivi)                        | Peter Walker                               | 15 aprilie 2011              |
| Lihou                                                                                      | Guernsey (Dependență a bailiwick-ului Guernsey)                                                                     | Locotenent guvernatori al bailiwick-ului Guernsey (succesivi)                        | sir Geoffrey Rowland , (interimar)         | 23 februarie 2011            |
| Lihou                                                                                      | Guernsey (Dependență a bailiwick-ului Guernsey)                                                                     | Locotenent guvernatori al bailiwick-ului Guernsey (succesivi)                        | sir Fabian Malbon                          | 18 octombrie 2005            |
| Lihou                                                                                      | Guernsey (Dependență a bailiwick-ului Guernsey)                                                                     | Bailiff de Guernsey                                                                  | sir Geoffrey Rowland                       | 16 iunie 2005                |
| Lihou                                                                                      | Guernsey (Dependență a bailiwick-ului Guernsey)                                                                     | Miniștru Șef al bailiwick-ului Guernsey                                              | Lyndon Trott                               | 1 mai 2008                   |
| Lihou                                                                                      | Guernsey (Dependență a bailiwick-ului Guernsey)                                                                     | Administrator                                                                        | Richard Curtis                             | februarie 2006               |
| Man, Insula                                                                                | Coroana briranică (Dependență a Coroanei Britanice)                                                                 | Regină a Regatului Unit, Lord de Man                                                 | Elisabeta a II-a                           | 6 februarie 1952             |
| Man, Insula                                                                                | Coroana briranică (Dependență a Coroanei Britanice)                                                                 | Locotenent guvernatori (succesivi)                                                   | Adam Wood                                  | 7 aprilie 2011               |
| Man, Insula                                                                                | Coroana briranică (Dependență a Coroanei Britanice)                                                                 | Locotenent guvernatori (succesivi)                                                   | David Doyle (interimar)                    | 1 aprilie 2011               |
| Man, Insula                                                                                | Coroana briranică (Dependență a Coroanei Britanice)                                                                 | Locotenent guvernatori (succesivi)                                                   | sir Paul Haddacks                          | 17 octombrie 2005            |
| Man, Insula                                                                                | Coroana briranică (Dependență a Coroanei Britanice)                                                                 | Prim deemster                                                                        | David Doyle                                | 20 decembrie 2010            |
| Man, Insula                                                                                | Coroana briranică (Dependență a Coroanei Britanice)                                                                 | Miniștri Șefi (succesivi)                                                            | Allan Bell                                 | 11 octombrie 2011            |
| Man, Insula                                                                                | Coroana briranică (Dependență a Coroanei Britanice)                                                                 | Miniștri Șefi (succesivi)                                                            | Tony Brown                                 | 14 decembrie 2006            |
| Montserrat                                                                                 | Regatul Unit (Teritoriu de peste mări)                                                                              | Regină a Regatului Unit                                                              | Elisabeta a II-a                           | 6 februarie 1952             |
| Montserrat                                                                                 | Regatul Unit (Teritoriu de peste mări)                                                                              | Guvernatori (succesivi)                                                              | Adrian Davis                               | 8 aprilie 2011               |
| Montserrat                                                                                 | Regatul Unit (Teritoriu de peste mări)                                                                              | Guvernatori (succesivi)                                                              | Sarita Francis (interimară)                | 3 nartie 2011                |
| Montserrat                                                                                 | Regatul Unit (Teritoriu de peste mări)                                                                              | Guvernatori (succesivi)                                                              | Peter Waterworth                           | 27 iulie 2007                |
| Montserrat                                                                                 | Regatul Unit (Teritoriu de peste mări)                                                                              | Premier                                                                              | Reuben Meade                               | 10 septembrie 2009           |
| Pitcairn, Insulele                                                                         | Regatul Unit (Teritoriu de peste mări)                                                                              | Regină a Regatului Unit                                                              | Elisabeta a II-a                           | 6 februarie 1952             |
| Pitcairn, Insulele                                                                         | Regatul Unit (Teritoriu de peste mări)                                                                              | Guvernatoare                                                                         | Victoria Treadell                          | 29 mai 2010                  |
| Pitcairn, Insulele                                                                         | Regatul Unit (Teritoriu de peste mări)                                                                              | Primar                                                                               | Mike Warren                                | 9 decembrie 2007             |
| Rockall                                                                                    | Scoția [Stâncă nelocuită și izolată atașată Consiliului Unitar Hebridele Exterioare (na h-Eileanan Siar)]           | Secretar de Stat pentru Scoția                                                       | Danny Alexander                            | 3 octombrie 2008             |
| Rockall                                                                                    | Scoția [Stâncă nelocuită și izolată atașată Consiliului Unitar Hebridele Exterioare (na h-Eileanan Siar)]           | Prim ministru al Scoției                                                             | Alex Salmond                               | 17 mai 2007                  |
| Rockall                                                                                    | Scoția [Stâncă nelocuită și izolată atașată Consiliului Unitar Hebridele Exterioare (na h-Eileanan Siar)]           | Președinte al Consiliului Hebridelor Exterioare                                      | Alex A MacDonald                           | 2002?                        |
| Rockall                                                                                    | Scoția [Stâncă nelocuită și izolată atașată Consiliului Unitar Hebridele Exterioare (na h-Eileanan Siar)]           | Lider al Consiliului Hebridelor Exterioare                                           | Angus Campbell                             | mai 2007                     |
| Rockall                                                                                    | Scoția [Stâncă nelocuită și izolată atașată Consiliului Unitar Hebridele Exterioare (na h-Eileanan Siar)]           | Director executiv al Consiliului Hebridelor Exterioare                               | Malcolm Burr                               | octombrie 2005               |
| Sark                                                                                       | Guernsey (Dependență a bailiwick-ului Guernsey)                                                                     | Locotenent guvernatori al bailiwick-ului Guernsey (succesivi)                        | Peter Walker                               | 15 aprilie 2011              |
| Sark                                                                                       | Guernsey (Dependență a bailiwick-ului Guernsey)                                                                     | Locotenent guvernatori al bailiwick-ului Guernsey (succesivi)                        | sir Geoffrey Rowland , (interimar)         | 23 februarie 2011            |
| Sark                                                                                       | Guernsey (Dependență a bailiwick-ului Guernsey)                                                                     | Locotenent guvernatori al bailiwick-ului Guernsey (succesivi)                        | sir Fabian Malbon                          | 18 octombrie 2005            |
| Sark                                                                                       | Guernsey (Dependență a bailiwick-ului Guernsey)                                                                     | Bailiff de Guernsey                                                                  | sir Geoffrey Rowland                       | 16 iunie 2005                |
| Sark                                                                                       | Guernsey (Dependență a bailiwick-ului Guernsey)                                                                     | Miniștru Șef al bailiwick-ului Guernsey                                              | Lyndon Trott                               | 1 mai 2008                   |
| Sark                                                                                       | Guernsey (Dependență a bailiwick-ului Guernsey)                                                                     | Senior                                                                               | Michael Beaumont                           | 14 iulie 1974                |
| Sfânta Elena, Ascension și Tristan da Cunha (Saint Helena, Ascension and Tristan da Cunha) | Regatul Unit (Teritoriu de peste mări)                                                                              | Regină a Regatului Unit                                                              | Elisabeta a II-a                           | 6 februarie 1952             |
| Sfânta Elena, Ascension și Tristan da Cunha (Saint Helena, Ascension and Tristan da Cunha) | Regatul Unit (Teritoriu de peste mări)                                                                              | Guvernatori (succesivi)                                                              | Mark Capes                                 | 29 octombrie 2011            |
| Sfânta Elena, Ascension și Tristan da Cunha (Saint Helena, Ascension and Tristan da Cunha) | Regatul Unit (Teritoriu de peste mări)                                                                              | Guvernatori (succesivi)                                                              | Kenneth Baddon (interimar)                 | 24 septembrie 2011           |
| Sfânta Elena, Ascension și Tristan da Cunha (Saint Helena, Ascension and Tristan da Cunha) | Regatul Unit (Teritoriu de peste mări)                                                                              | Guvernatori (succesivi)                                                              | Andrew Gurr                                | 11 noiembrie 2007            |
| Teritoriul Arctic Britanic (BAT)                                                           | Regatul Unit (Teritoriu de peste mări)                                                                              | Regină a Regatului Unit                                                              | Elisabeta a II-a                           | 6 februarie 1952             |
| Teritoriul Arctic Britanic (BAT)                                                           | Regatul Unit (Teritoriu de peste mări)                                                                              | Commisar                                                                             | Colin Roberts                              | 23 iunie 2008                |
| Teritoriul Arctic Britanic (BAT)                                                           | Regatul Unit (Teritoriu de peste mări)                                                                              | Administratori (succesivi)                                                           | Henry Burgess                              | 2011                         |
| Teritoriul Arctic Britanic (BAT)                                                           | Regatul Unit (Teritoriu de peste mări)                                                                              | Administratori (succesivi)                                                           | Robert Bowman                              | 22 mai 2008                  |
| Teritoriul Britanic din Oceanul Indian (BIOT)                                              | Regatul Unit (Teritoriu de peste mări)                                                                              | Regină a a Regatului Unit                                                            | Elisabeta a II-a                           | 6 februarie 1952             |
| Teritoriul Britanic din Oceanul Indian (BIOT)                                              | Regatul Unit (Teritoriu de peste mări)                                                                              | Commisari                                                                            | Colin Roberts                              | 23 iunie 2008                |
| Teritoriul Britanic din Oceanul Indian (BIOT)                                              | Regatul Unit (Teritoriu de peste mări)                                                                              | Administratori (succesivi)                                                           | John McManus                               | aprile 2011                  |
| Teritoriul Britanic din Oceanul Indian (BIOT)                                              | Regatul Unit (Teritoriu de peste mări)                                                                              | Administratori (succesivi)                                                           | Joanne Mary Yeadon                         | 3 decembrie 2007             |
| Teritoriul Britanic din Oceanul Indian (BIOT)                                              | Regatul Unit (Teritoriu de peste mări)                                                                              | Reprezentanți ai comisarului (succesivi)                                             | Richard G.C. Marshall                      | ianuarie 2011                |
| Teritoriul Britanic din Oceanul Indian (BIOT)                                              | Regatul Unit (Teritoriu de peste mări)                                                                              | Reprezentanți ai comisarului (succesivi)                                             | Christopher Moorey                         | 3 martie 2010                |
| Tristan da Cunha                                                                           | Sfânta Elena, Ascension și Tristan da Cunha (Componenră a teritoriului Sfânta Elena, Ascensión și Tristan da Cunha) | Guvernatori ai teritoriului Sfânta Elena, Ascensión și Tristan da Cunha (succesivi)  | Mark Capes                                 | 29 octombrie 2011            |
| Tristan da Cunha                                                                           | Sfânta Elena, Ascension și Tristan da Cunha (Componenră a teritoriului Sfânta Elena, Ascensión și Tristan da Cunha) | Guvernatori ai teritoriului Sfânta Elena, Ascensión și Tristan da Cunha (succesivi)  | Kenneth Baddon (interimar)                 | 24 septembrie 2011           |
| Tristan da Cunha                                                                           | Sfânta Elena, Ascension și Tristan da Cunha (Componenră a teritoriului Sfânta Elena, Ascensión și Tristan da Cunha) | Guvernatori ai teritoriului Sfânta Elena, Ascensión și Tristan da Cunha (succesivi)  | Andrew Gurr                                | 11 noiembrie 2007            |
| Tristan da Cunha                                                                           | Sfânta Elena, Ascension și Tristan da Cunha (Componenră a teritoriului Sfânta Elena, Ascensión și Tristan da Cunha) | Administratori                                                                       | Lorraine Repetto (interimară)              | 8 iunie - 14 septembrie 2011 |
| Tristan da Cunha                                                                           | Sfânta Elena, Ascension și Tristan da Cunha (Componenră a teritoriului Sfânta Elena, Ascensión și Tristan da Cunha) | Administratori                                                                       | Sean Burns                                 | 15 septembrie 2010           |
| Turks și Caicos, Insulele                                                                  | Regatul Unit (Teritoriu de peste mări)                                                                              | Regină a Regatului Unit                                                              | Elisabeta a II-a                           | 6 februarie 1952             |
| Turks și Caicos, Insulele                                                                  | Regatul Unit (Teritoriu de peste mări)                                                                              | Guvernatori (succesivi)                                                              | Ric Todd                                   | 12 septembrie 2011           |
| Turks și Caicos, Insulele                                                                  | Regatul Unit (Teritoriu de peste mări)                                                                              | Guvernatori (succesivi)                                                              | Martin Stanley (interimar)                 | 22 august 2011               |
| Turks și Caicos, Insulele                                                                  | Regatul Unit (Teritoriu de peste mări)                                                                              | Guvernatori (succesivi)                                                              | Gordon Geoffrey Wetherell                  | 9 august 2008                |
| Turks și Caicos, Insulele                                                                  | Regatul Unit (Teritoriu de peste mări)                                                                              | Premier                                                                              | Consiliu consultativ (interimar)           | 14 august 2009               |
| Virgine Britanice, Insulele (BVI)                                                          | Regatul Unit (Teritoriu britanic de peste mări)                                                                     | Regină a Regatului Unit                                                              | Elisabeta a II-a                           | 6 februarie 1952             |
| Virgine Britanice, Insulele (BVI)                                                          | Regatul Unit (Teritoriu britanic de peste mări)                                                                     | Guvernator                                                                           | William Boyd McCleary                      | 20 august 2010               |
| Virgine Britanice, Insulele (BVI)                                                          | Regatul Unit (Teritoriu britanic de peste mări)                                                                     | Premieri (succesivi)                                                                 | Orlando Smith                              | 9 noiembrie 2011             |
| Virgine Britanice, Insulele (BVI)                                                          | Regatul Unit (Teritoriu britanic de peste mări)                                                                     | Premieri (succesivi)                                                                 | Ralph O'Neal                               | 23 august 2007               |

## Departamente și colectivități de peste mări și teritorii cu statut special franceze
| Teritoriu                                                                                       | Suveranitate și statut                                        | Funcția                                                                           | Numele                                       | Începând cu                |
| ----------------------------------------------------------------------------------------------- | ------------------------------------------------------------- | --------------------------------------------------------------------------------- | -------------------------------------------- | -------------------------- |
| Clipperton, Insula                                                                              | Franța (Domeniu public maritim al statului nelocuit)          | Președinte al Republicii Franceze                                                 | Nicolas Sarkozy                              | 16 mai 2007                |
| Clipperton, Insula                                                                              | Franța (Domeniu public maritim al statului nelocuit)          | Administrator                                                                     | Marie-Luce Penchard                          | 6 noiembrie 2009           |
| Clipperton, Insula                                                                              | Franța (Domeniu public maritim al statului nelocuit)          | Administratori delegați , (succesivi)                                             | Richard Didier                               | 24 ianuarie 2011           |
| Clipperton, Insula                                                                              | Franța (Domeniu public maritim al statului nelocuit)          | Administratori delegați , (succesivi)                                             | Alexandre Rochatte (interimar)               | 7 ianuarie 2011            |
| Clipperton, Insula                                                                              | Franța (Domeniu public maritim al statului nelocuit)          | Administratori delegați , (succesivi)                                             | Adolphe Colrat                               | 7 iulie 2008               |
| Domeniile franceze din Israel (Domeniul Național Francez din Țara Sfântă)                       | Franța (Posesiuni ale statului)                               | Președinte al Republicii Franceze                                                 | Nicolas Sarkozy                              | 16 mai 2007                |
| Domeniile franceze din Israel (Domeniul Național Francez din Țara Sfântă)                       | Franța (Posesiuni ale statului)                               | Miniștri ai Afacerilor Externe și Europene ai Republicii Franceze (succesivi)     | Alain Juppé                                  | 27 februarie 2011          |
| Domeniile franceze din Israel (Domeniul Național Francez din Țara Sfântă)                       | Franța (Posesiuni ale statului)                               | Miniștri ai Afacerilor Externe și Europene ai Republicii Franceze (succesivi)     | Michèle Alliot-Marie                         | 14 noiembrie 2010          |
| Domeniile franceze din Israel (Domeniul Național Francez din Țara Sfântă)                       | Franța (Posesiuni ale statului)                               | Administrator                                                                     | Frédéric Desagneaux                          | 29 aprilie 2009            |
| Domeniile franceze din insula Sfânta Elena                                                      | Franța (Posesiuni ale statului francez)                       | Președinte al Republicii Franceze                                                 | Nicolas Sarkozy                              | 16 mai 2007                |
| Domeniile franceze din insula Sfânta Elena                                                      | Franța (Posesiuni ale statului francez)                       | Miniștri ai Afacerilor Externe și Europene al Republicii Franceze (succesivi)     | Alain Juppé                                  | 27 februarie 2011          |
| Domeniile franceze din insula Sfânta Elena                                                      | Franța (Posesiuni ale statului francez)                       | Miniștri ai Afacerilor Externe și Europene al Republicii Franceze (succesivi)     | Michèle Alliot-Marie                         | 14 noiembrie 2010          |
| Domeniile franceze din insula Sfânta Elena                                                      | Franța (Posesiuni ale statului francez)                       | Consul onorar al Franței la Jamestown (Sfânta Elena)                              | Michel Dancoisne-Martineau                   | 1 decembrie 1987           |
| Domeniile franceze din insula Sfânta Elena                                                      | Franța (Posesiuni ale statului francez)                       | Conservator                                                                       | Michel Dancoisne-Martineau                   | 5 august 1991              |
| Domeniile franceze la Vatican (Fundația Așezămintelor Pioase ale Franței la Roma și la Lorette) | Franța (Posesiuni ale statului)                               | Președinte al Republicii Franceze                                                 | Nicolas Sarkozy                              | 16 mai 2007                |
| Domeniile franceze la Vatican (Fundația Așezămintelor Pioase ale Franței la Roma și la Lorette) | Franța (Posesiuni ale statului)                               | Miniștri ai Afacerilor Externe și Europene al Republicii Franceze (succesivi)     | Alain Juppé                                  | 27 februarie 2011          |
| Domeniile franceze la Vatican (Fundația Așezămintelor Pioase ale Franței la Roma și la Lorette) | Franța (Posesiuni ale statului)                               | Miniștri ai Afacerilor Externe și Europene al Republicii Franceze (succesivi)     | Michèle Alliot-Marie                         | 14 noiembrie 2010          |
| Domeniile franceze la Vatican (Fundația Așezămintelor Pioase ale Franței la Roma și la Lorette) | Franța (Posesiuni ale statului)                               | Președinte al Congrgației Generale                                                | Stanislas François Jean Lefebvre de Laboulay | 19 ianuarie 2009           |
| Domeniile franceze la Vatican (Fundația Așezămintelor Pioase ale Franței la Roma și la Lorette) | Franța (Posesiuni ale statului)                               | Administrator al Fundației Așezămintelor Pioase ale Franței la Roma și la Lorette | venerabilul părinte Bernard Ardura           | 15 aprilie 2005            |
| Guadelupa                                                                                       | Franța (Departament de peste mări)                            | Președinte al Republicii Franceze                                                 | Nicolas Sarkozy                              | 16 mai 2007                |
| Guadelupa                                                                                       | Franța (Departament de peste mări)                            | Prefecți (succesivi)                                                              | Amaury de Saint-Quentin                      | 11 septembrie 2011         |
| Guadelupa                                                                                       | Franța (Departament de peste mări)                            | Prefecți (succesivi)                                                              | Philippe Jaumouillé (interinar)              | 17 iulie 2011              |
| Guadelupa                                                                                       | Franța (Departament de peste mări)                            | Prefecți (succesivi)                                                              | Jean-Luc Michel Fabre                        | 23 noiembrie 2009          |
| Guadelupa                                                                                       | Franța (Departament de peste mări)                            | Președinte al Consiliului Regional                                                | Victorin Lurel                               | 2004                       |
| Guadelupa                                                                                       | Franța (Departament de peste mări)                            | Președinte al Consililui General                                                  | Jacques Gillot                               | 23 martie 2001             |
| Guyana Franceză                                                                                 | Franța (Departament de peste mări)                            | Președinte al Republicii Franceze                                                 | Nicolas Sarkozy                              | 16 mai 2007                |
| Guyana Franceză                                                                                 | Franța (Departament de peste mări)                            | Prefecți (succesivi)                                                              | Denis Labbé                                  | 16 mai 2011                |
| Guyana Franceză                                                                                 | Franța (Departament de peste mări)                            | Prefecți (succesivi)                                                              | Daniel Ferey                                 | 19 februarie 2009          |
| Guyana Franceză                                                                                 | Franța (Departament de peste mări)                            | Președinte al Consiliului Regional                                                | Rodolphe Alexandre                           | 26 martie 2010             |
| Guyana Franceză                                                                                 | Franța (Departament de peste mări)                            | Președinte al Consiliului General                                                 | Alain Tien-Liong                             | 20 martie 2008             |
| \| Casa Hauteville (Hauteville House)                                                           | Paris (Proprietate a primăriei Parisului în Insula Guernesey) | Președinte al Republicii Franceze                                                 | Nicolas Sarkozy                              | 16 mai 2007                |
| \| Casa Hauteville (Hauteville House)                                                           | Paris (Proprietate a primăriei Parisului în Insula Guernesey) | Miniștri ai Afacerilor Externe și Europene al Republicii Franceze (succesivi)     | Alain Juppé                                  | 27 februarie 2011          |
| \| Casa Hauteville (Hauteville House)                                                           | Paris (Proprietate a primăriei Parisului în Insula Guernesey) | Miniștri ai Afacerilor Externe și Europene al Republicii Franceze (succesivi)     | Michèle Alliot-Marie                         | 14 noiembrie 2010          |
| \| Casa Hauteville (Hauteville House)                                                           | Paris (Proprietate a primăriei Parisului în Insula Guernesey) | Primar al Parisului                                                               | Bertrand Delanoë                             | 25 martie 2001             |
| \| Casa Hauteville (Hauteville House)                                                           | Paris (Proprietate a primăriei Parisului în Insula Guernesey) | Consul onorar al Franței la Saint Peter Port (Guernsey)                           | Odile Blanchette                             | ianuarie 2003              |
| \| Casa Hauteville (Hauteville House)                                                           | Paris (Proprietate a primăriei Parisului în Insula Guernesey) | Conservatoare                                                                     | Odile Blanchette                             | ianuarie 2003              |
| Martinica                                                                                       | Franța (Departament de peste mări)                            | Președinte al Republicii Franceze                                                 | Nicolas Sarkozy                              | 16 mai 2007                |
| Martinica                                                                                       | Franța (Departament de peste mări)                            | Prefecți (succesivi)                                                              | Laurent Prévost                              | 30 martie 2011             |
| Martinica                                                                                       | Franța (Departament de peste mări)                            | Prefecți (succesivi)                                                              | Ange Mancini                                 | 2 august 2007              |
| Martinica                                                                                       | Franța (Departament de peste mări)                            | Președinte al Consiliului Regional                                                | Serge Letchimy                               | 26 martie 2010             |
| Martinica                                                                                       | Franța (Departament de peste mări)                            | Președinți ai Consiliului General (succesivi)                                     | Josette Manin                                | 31 martie 2011             |
| Martinica                                                                                       | Franța (Departament de peste mări)                            | Președinți ai Consiliului General (succesivi)                                     | Claude Lise                                  | aprilie 1992               |
| Mayotte                                                                                         | Franța (Departament de peste mări)                            | Președinte al Republicii Franceze                                                 | Nicolas Sarkozy                              | 16 mai 2007                |
| Mayotte                                                                                         | Franța (Departament de peste mări)                            | Prefecți (succesivi)                                                              | Thomas Degos                                 | 26 iulie 2011              |
| Mayotte                                                                                         | Franța (Departament de peste mări)                            | Prefecți (succesivi)                                                              | Patrick Duprat (interimar)                   | 4 iulie 2011               |
| Mayotte                                                                                         | Franța (Departament de peste mări)                            | Prefecți (succesivi)                                                              | Hubert Derache                               | 17 august 2009             |
| Mayotte                                                                                         | Franța (Departament de peste mări)                            | Președinți ai Consiliului General (succesivi)                                     | Daniel Zaïdani                               | 3 aprilie 2011             |
| Mayotte                                                                                         | Franța (Departament de peste mări)                            | Președinți ai Consiliului General (succesivi)                                     | Ahmed Attoumani Douchina                     | 20 martie 2008             |
| Noua Caledonie                                                                                  | Franța (Colectivitate de peste mări sui generis)              | Președinte al Republicii Franceze                                                 | Nicolas Sarkozy                              | 16 mai 2007                |
| Noua Caledonie                                                                                  | Franța (Colectivitate de peste mări sui generis)              | Înalt Comisar al Republicii                                                       | Albert Dupuy                                 | 6 octombrie 2010           |
| Noua Caledonie                                                                                  | Franța (Colectivitate de peste mări sui generis)              | Președinți al Guvernului (succesivi)                                              | Harold Martin                                | 3 martie 2011              |
| Noua Caledonie                                                                                  | Franța (Colectivitate de peste mări sui generis)              | Președinți al Guvernului (succesivi)                                              | Philippe Gomès                               | 5 iunie 2009               |
| Polinezia Franceză                                                                              | Franța (colectivitate de peste mări)                          | Președinte al Republicii Franceze                                                 | Nicolas Sarkozy                              | 16 mai 2007                |
| Polinezia Franceză                                                                              | Franța (colectivitate de peste mări)                          | Înalți Comisari ai Republicii (succesivi)                                         | Richard Didier                               | 24 ianuarie 2011           |
| Polinezia Franceză                                                                              | Franța (colectivitate de peste mări)                          | Înalți Comisari ai Republicii (succesivi)                                         | Alexandre Rochatte (interimar)               | 7 ianuarie 2011            |
| Polinezia Franceză                                                                              | Franța (colectivitate de peste mări)                          | Înalți Comisari ai Republicii (succesivi)                                         | Adolphe Colrat                               | 7 iulie 2008               |
| Polinezia Franceză                                                                              | Franța (colectivitate de peste mări)                          | Președinți (succesivi)                                                            | Oscar Temaru                                 | 1 aprilie 2011             |
| Polinezia Franceză                                                                              | Franța (colectivitate de peste mări)                          | Președinți (succesivi)                                                            | Gaston Tong Sang                             | 24 noiembrie 2009          |
| Réunion                                                                                         | Franța (Departament de peste mări)                            | Președinte al Republicii Franceze                                                 | Nicolas Sarkozy                              | 16 mai 2007                |
| Réunion                                                                                         | Franța (Departament de peste mări)                            | Prefect                                                                           | Michel Lalande                               | 15 februarie 2010          |
| Réunion                                                                                         | Franța (Departament de peste mări)                            | Președinte al Consiliului Regional                                                | Didier Robert                                | 26 martie 2010             |
| Réunion                                                                                         | Franța (Departament de peste mări)                            | Președintă a Consiliului General                                                  | Nassimah Dindar                              | 1 aprilie 2004             |
| Sfântul Bartolomeu (Saint Barthélemy)                                                           | Franța (Colectivitate de peste mări)                          | Președinte al Republicii Franceze                                                 | Nicolas Sarkozy                              | 16 mai 2007                |
| Sfântul Bartolomeu (Saint Barthélemy)                                                           | Franța (Colectivitate de peste mări)                          | Prefecți (succesivi)                                                              | Amaury de Saint-Quentin                      | 11 septembrie 2011         |
| Sfântul Bartolomeu (Saint Barthélemy)                                                           | Franța (Colectivitate de peste mări)                          | Prefecți (succesivi)                                                              | Philippe Jaumouillé (interinar)              | 17 iulie 2011              |
| Sfântul Bartolomeu (Saint Barthélemy)                                                           | Franța (Colectivitate de peste mări)                          | Prefecți (succesivi)                                                              | ean-Luc Michel Fabre                         | 23 noiembrie 2009          |
| Sfântul Bartolomeu (Saint Barthélemy)                                                           | Franța (Colectivitate de peste mări)                          | Prefecți delegați (succesivi)                                                     | Philippe Chopin                              | 12 decembrie 2011          |
| Sfântul Bartolomeu (Saint Barthélemy)                                                           | Franța (Colectivitate de peste mări)                          | Prefecți delegați (succesivi)                                                     | Jacques Simonnet                             | 24 august 2009             |
| Sfântul Bartolomeu (Saint Barthélemy)                                                           | Franța (Colectivitate de peste mări)                          | Președinte al Consililui Teritorial                                               | Bruno Magras                                 | 15 iulie 2007              |
| Sfântul Martin [Saint Martin (France)]                                                          | Franța (Colectivitate de peste mări)                          | Președinte al Republicii Franceze                                                 | Nicolas Sarkozy                              | 16 mai 2007                |
| Sfântul Martin [Saint Martin (France)]                                                          | Franța (Colectivitate de peste mări)                          | Prefecți (succesivi)                                                              | Amaury de Saint-Quentin                      | 11 septembrie 2011         |
| Sfântul Martin [Saint Martin (France)]                                                          | Franța (Colectivitate de peste mări)                          | Prefecți (succesivi)                                                              | Philippe Jaumouillé (interinar)              | 17 iulie 2011              |
| Sfântul Martin [Saint Martin (France)]                                                          | Franța (Colectivitate de peste mări)                          | Prefecți (succesivi)                                                              | ean-Luc Michel Fabre                         | 23 noiembrie 2009          |
| Sfântul Martin [Saint Martin (France)]                                                          | Franța (Colectivitate de peste mări)                          | Prefecți delegați (succesivi)                                                     | Philippe Chopin                              | 12 decembrie 2011          |
| Sfântul Martin [Saint Martin (France)]                                                          | Franța (Colectivitate de peste mări)                          | Prefecți delegați (succesivi)                                                     | Jacques Simonnet                             | 24 august 2009             |
| Sfântul Martin [Saint Martin (France)]                                                          | Franța (Colectivitate de peste mări)                          | Președinte al Consiliului Teritorial                                              | Frantz Gumbs                                 | 5 mai 2009                 |
| Sfântul Petru și Miquelon (Saint Pierre et Miquelon)                                            | Franța (Colectivitate de peste mări)                          | Președinte al Republicii Franceze                                                 | Nicolas Sarkozy                              | 16 mai 2007                |
| Sfântul Petru și Miquelon (Saint Pierre et Miquelon)                                            | Franța (Colectivitate de peste mări)                          | Prefecți (succesivi)                                                              | Patrice Latron                               | 12 decembrie 2011          |
| Sfântul Petru și Miquelon (Saint Pierre et Miquelon)                                            | Franța (Colectivitate de peste mări)                          | Prefecți (succesivi)                                                              | Jean-Michel Vidus (interimar)                | noiembrie 2011             |
| Sfântul Petru și Miquelon (Saint Pierre et Miquelon)                                            | Franța (Colectivitate de peste mări)                          | Prefecți (succesivi)                                                              | Jean-Régis Borius                            | 30 noiembrie 2009          |
| Sfântul Petru și Miquelon (Saint Pierre et Miquelon)                                            | Franța (Colectivitate de peste mări)                          | Președinte al Consiluilui Teritorial                                              | Stéphane Artano                              | 21 februarie 2007          |
| Teritoriile australe și antarctice franceze (TAAF)                                              | Franța (Teritoriu de peste mări)                              | Președinte al Republicii Franceze                                                 | Nicolas Sarkozy                              | 16 mai 2007                |
| Teritoriile australe și antarctice franceze (TAAF)                                              | Franța (Teritoriu de peste mări)                              | Prefect administrator superior                                                    | Christian Gaudin                             | 6 octombrie 2010           |
| Wallis și Futuna (vezi și : §13)                                                                | Franța (Colectivitate de peste mări)                          | Președinte al Republicii Franceze                                                 | Nicolas Sarkozy                              | 16 mai 2007                |
| Wallis și Futuna (vezi și : §13)                                                                | Franța (Colectivitate de peste mări)                          | Administrator superior                                                            | Michel Jeanjean                              | 12 iulie 2010              |
| Wallis și Futuna (vezi și : §13)                                                                | Franța (Colectivitate de peste mări)                          | Președinții Adunării Teritoriale (succesivi)                                      | Pesamino Taputai                             | noiembrie / decembrie 2011 |
| Wallis și Futuna (vezi și : §13)                                                                | Franța (Colectivitate de peste mări)                          | Președinții Adunării Teritoriale (succesivi)                                      | Siliako Lauhea                               | decembrie 2010             |

## Dependințe și teritorii speciale ale Norvegiei
| Teritoriu         | Suveranitate și statut                          | Funcția                                                 | Numele             | Începând cu        |
| ----------------- | ----------------------------------------------- | ------------------------------------------------------- | ------------------ | ------------------ |
| Bouvet, Insula    | Norvegia · (Dependență nelocuită)               | Rege al Norvegiei                                       | Harald al V-lea ,  | 17 ianuarie 1991   |
| Bouvet, Insula    | Norvegia · (Dependență nelocuită)               | Directoare generală a Departamentului Afacerilor Polare | Kjerstin Askholt   | 2006               |
| Bouvet, Insula    | Norvegia · (Dependență nelocuită)               | Director al Institutului Polar Norvegian                | Jan-Gunnar Winther | 2005               |
| Jan Mayen, Insula | Norvegia · (Componentă a Regatului Norvegiei)   | Rege al Norvegiei                                       | Harald al V-lea ,  | 17 ianuarie 1991   |
| Jan Mayen, Insula | Norvegia · (Componentă a Regatului Norvegiei)   | Administratoare                                         | Hill-Marta Solberg | 21 septembrie 2007 |
| Petru I, Insula   | Norvegia · (Dependență nelocuită)               | Rege al Norvegiei                                       | Harald al V-lea ,  | 17 ianuarie 1991   |
| Petru I, Insula   | Norvegia · (Dependență nelocuită)               | Directoare generală a Departamentului Afacerilor Polare | Kjerstin Askholt   | 2006               |
| Petru I, Insula   | Norvegia · (Dependență nelocuită)               | Director al Institutului Polar Norvegian                | Jan-Gunnar Winther | 2005               |
| Svalbard          | Norvegia · (Teritoriu cu suveranitate specială) | Rege al Norvegiei                                       | Harald al V-lea ,  | 17 ianuarie 1991   |
| Svalbard          | Norvegia · (Teritoriu cu suveranitate specială) | Guvernator (Sysselmann)                                 | Odd Olsen Ingerø   | 16 septembrie 2009 |
| Țara Reginei Maud | Norvegia · (Dependență nelocuită)               | Rege al Norvegiei                                       | Harald al V-lea ,  | 17 ianuarie 1991   |
| Țara Reginei Maud | Norvegia · (Dependență nelocuită)               | Directoare generală a Departamentului Afacerilor Polare | Kjerstin Askholt   | 2006               |
| Țara Reginei Maud | Norvegia · (Dependență nelocuită)               | Director al Institutului Polar Norvegian                | Jan-Gunnar Winther | 2005               |

## Dependințe și teritorii speciale ale Noii-Zeelande
| Teritoriu        | Suveranitate și statut                                 | Funcția                                           | Numele                                                                          | Începând cu       |
| ---------------- | ------------------------------------------------------ | ------------------------------------------------- | ------------------------------------------------------------------------------- | ----------------- |
| Cook, Insulele   | Noua Zeelandă · (Stat independent în liberă asociere)  | Regină a Noii Zeelende                            | Elisabeta a II-a                                                                | 6 februarie 1952  |
| Cook, Insulele   | Noua Zeelandă · (Stat independent în liberă asociere)  | Reprezentant al reginei                           | sir Frederick Goodwin                                                           | 9 februarie 2001  |
| Cook, Insulele   | Noua Zeelandă · (Stat independent în liberă asociere)  | Înalți Comisari ai Noii Zeelande (succesivi)      | John McGregor Carter                                                            | 1 august 2011     |
| Cook, Insulele   | Noua Zeelandă · (Stat independent în liberă asociere)  | Înalți Comisari ai Noii Zeelande (succesivi)      | Linda Te Puni                                                                   | martie 2010       |
| Cook, Insulele   | Noua Zeelandă · (Stat independent în liberă asociere)  | Prim-ministru                                     | Henry Puna                                                                      | 30 noiembrie 2010 |
| Niue, Insule     | Noua Zeelandă · (Teritoriu autonom în liberă asociere) | Regină a Noii Zeelende                            | Elisabeta a II-a                                                                | 6 februarie 1952  |
| Niue, Insule     | Noua Zeelandă · (Teritoriu autonom în liberă asociere) | Guvernatori generali (succesivi)                  | sir Jerry Mateparae                                                             | 31 august 2011    |
| Niue, Insule     | Noua Zeelandă · (Teritoriu autonom în liberă asociere) | Guvernatori generali (succesivi)                  | dame Sian Elias (administratoare a guvernului-guvernatoare generalâ interimară) | 23 august 2011    |
| Niue, Insule     | Noua Zeelandă · (Teritoriu autonom în liberă asociere) | Guvernatori generali (succesivi)                  | sir Anand Satyanand                                                             | 23 august 2006    |
| Niue, Insule     | Noua Zeelandă · (Teritoriu autonom în liberă asociere) | Înalt Comisar al Noii Zeelande                    | Marc Blumsky                                                                    | octombrie 2010    |
| Niue, Insule     | Noua Zeelandă · (Teritoriu autonom în liberă asociere) | Premier                                           | Toke Tufukia Talagi                                                             | 19 iunie 2008     |
| Ross, Dependența | Noua Zeelandă · (Dependență nelocuită)                 | Regină a Noii Zeelende                            | Elisabeta a II-a                                                                | 6 februarie 1952  |
| Ross, Dependența | Noua Zeelandă · (Dependență nelocuită)                 | Guvernatori generali ai Noii Zeelende (succesivi) | sir Jerry Mateparae                                                             | 31 august 2011    |
| Ross, Dependența | Noua Zeelandă · (Dependență nelocuită)                 | Guvernatori generali ai Noii Zeelende (succesivi) | dame Sian Elias (administratoare a guvernului-guvernatoare generalâ interimară) | 23 august 2011    |
| Ross, Dependența | Noua Zeelandă · (Dependență nelocuită)                 | Guvernatori generali ai Noii Zeelende (succesivi) | sir Anand Satyanand                                                             | 23 august 2006    |
| Ross, Dependența | Noua Zeelandă · (Dependență nelocuită)                 | Director general al Antarcticii Noii Zeelende     | Lou Sanson                                                                      | august 2002       |
| Tokelau          | Noua Zeelandă · (Teritoriu autonom în liberă asociere) | Regină a Noii Zeelende                            | Elisabeta a II-a                                                                | 6 februarie 1952  |
| Tokelau          | Noua Zeelandă · (Teritoriu autonom în liberă asociere) | Guvernatori generali ai Noii Zeelende (succesivi) | sir Jerry Mateparae                                                             | 31 august 2011    |
| Tokelau          | Noua Zeelandă · (Teritoriu autonom în liberă asociere) | Guvernatori generali ai Noii Zeelende (succesivi) | dame Sian Elias (administratoare a guvernului-guvernatoare generalâ interimară) | 23 august 2011    |
| Tokelau          | Noua Zeelandă · (Teritoriu autonom în liberă asociere) | Guvernatori generali ai Noii Zeelende (succesivi) | sie Anand Satyanand                                                             | 23 august 2006    |
| Tokelau          | Noua Zeelandă · (Teritoriu autonom în liberă asociere) | Administratori (succesivi)                        | Jonathan Kings                                                                  | februarie 2011    |
| Tokelau          | Noua Zeelandă · (Teritoriu autonom în liberă asociere) | Administratori (succesivi)                        | John Allen (interimar)                                                          | 2009              |
| Tokelau          | Noua Zeelandă · (Teritoriu autonom în liberă asociere) | Șefi ai Guvernului (Ulu o Tokelau) (succesivi)    | Foua Toloa                                                                      | 11 martie 2011    |
| Tokelau          | Noua Zeelandă · (Teritoriu autonom în liberă asociere) | Șefi ai Guvernului (Ulu o Tokelau) (succesivi)    | Kuresa Nasau                                                                    | 23 martie 2010    |

## Teritorii speciale ale Statelor Unite ale Americii
| Teritoriu                                         | Suveranitate și statut                                                                                             | Funcția                                                                                    | Numele                     | Începând cu        |
| ------------------------------------------------- | --- | ------------------------------------------------------------------------------------------ | -------------------------- | ------------------ |
| Baker, Insula                                     | Statele Unite ale Americii · (Teritoriu neîncorporat, neorganizat, nelocuit)                                       | Președinte al Statelor Unite ale Americii                                                  | Barack Obama               | 20 ianuarie 2009   |
| Baker, Insula                                     | Statele Unite ale Americii · (Teritoriu neîncorporat, neorganizat, nelocuit)                                       | Directori ai Servicului Pescuitului și Faunei al Statelor Unite (succesivi)                | Daniel M. Ashe             | 1 iulie 2011       |
| Baker, Insula                                     | Statele Unite ale Americii · (Teritoriu neîncorporat, neorganizat, nelocuit)                                       | Directori ai Servicului Pescuitului și Faunei al Statelor Unite (succesivi)                | Rowan W. Gould (interimar) | 21 februarie 2010  |
| Guam                                              | Statele Unite ale Americii · (Teritoriu american neîncorporat, organizat)                                          | Președinte al Statelor Unite ale Americii                                                  | Barack Obama               | 20 ianuarie 2009   |
| Guam                                              | Statele Unite ale Americii · (Teritoriu american neîncorporat, organizat)                                          | Guvernatori (succesivi)                                                                    | Eddie Calvo                | 3 ianuarie 2011    |
| Guam                                              | Statele Unite ale Americii · (Teritoriu american neîncorporat, organizat)                                          | Guvernatori (succesivi)                                                                    | Felix Perez Camacho        | 6 ianuarie 2003    |
| Guantanamo, Stația Navală Golful (Gitmo sau GTMO) | Statele Unite ale Americii · (Bază navală închiriată)                                                              | Președinte al Statelor Unite ale Americii                                                  | Barack Obama               | 20 ianuarie 2009   |
| Guantanamo, Stația Navală Golful (Gitmo sau GTMO) | Statele Unite ale Americii · (Bază navală închiriată)                                                              | Comandanr ai bazei                                                                         | Kirk Hibbert               | 23 septembrie 2010 |
| Howland, Insula                                   | Statele Unite ale Americii · (Teritoriu neîncorporat, neorganizat, nelocuit)                                       | Președinte al Statelor Unite ale Americii                                                  | Barack Obama               | 20 ianuarie 2009   |
| Howland, Insula                                   | Statele Unite ale Americii · (Teritoriu neîncorporat, neorganizat, nelocuit)                                       | Directori ai Servicului Pescuitului și Faunei al Statelor Unite ale Americii (succesivi)   | Daniel M. Ashe             | 1 iulie 2011       |
| Howland, Insula                                   | Statele Unite ale Americii · (Teritoriu neîncorporat, neorganizat, nelocuit)                                       | Directori ai Servicului Pescuitului și Faunei al Statelor Unite ale Americii (succesivi)   | Rowan W. Gould (interimar) | 21 februarie 2010  |
| Jarvis, Insula                                    | Statele Unite ale Americii · (Teritoriu neîncorporat, neorganizat, nelocuit)                                       | Președinte al Statelor Unite ale Americii                                                  | Barack Obama               | 20 ianuarie 2009   |
| Jarvis, Insula                                    | Statele Unite ale Americii · (Teritoriu neîncorporat, neorganizat, nelocuit)                                       | Directori ai Servicului Pescuitului și Faunei al Statelor Unite ale Americii (succesivi)   | Daniel M. Ashe             | 1 iulie 2011       |
| Jarvis, Insula                                    | Statele Unite ale Americii · (Teritoriu neîncorporat, neorganizat, nelocuit)                                       | Directori ai Servicului Pescuitului și Faunei al Statelor Unite ale Americii (succesivi)   | Rowan W. Gould (interimar) | 21 februarie 2010  |
| Johnston, Atolul                                  | Statele Unite ale Americii · (Teritoriu neîncorporat, neorganizat, nelocuit)                                       | Președinte al Statelor Unite ale Americii                                                  | Barack Obama               | 20 ianuarie 2009   |
| Johnston, Atolul                                  | Statele Unite ale Americii · (Teritoriu neîncorporat, neorganizat, nelocuit)                                       | Directori ai Servicului Pescuitului și Faunei al Statelor Unite ale Americii , (succesivi) | Daniel M. Ashe             | 1 iulie 2011       |
| Johnston, Atolul                                  | Statele Unite ale Americii · (Teritoriu neîncorporat, neorganizat, nelocuit)                                       | Directori ai Servicului Pescuitului și Faunei al Statelor Unite ale Americii , (succesivi) | Rowan W. Gould (interimar) | 21 februarie 2010  |
| Kingman Reciful                                   | Statele Unite ale Americii · (Teritoriu neîncorporat, neorganizat, nelocuit)                                       | Președinte al Statelor Unite ale Americii                                                  | Barack Obama               | 20 ianuarie 2009   |
| Kingman Reciful                                   | Statele Unite ale Americii · (Teritoriu neîncorporat, neorganizat, nelocuit)                                       | Directori ai Servicului Pescuitului și Faunei al Statelor Unite ale Americii (succesivi)   | Daniel M. Ashe             | 1 iulie 2011       |
| Kingman Reciful                                   | Statele Unite ale Americii · (Teritoriu neîncorporat, neorganizat, nelocuit)                                       | Directori ai Servicului Pescuitului și Faunei al Statelor Unite ale Americii (succesivi)   | Rowan W. Gould (interimar) | 21 februarie 2010  |
| Mariane de Nord, Insulele                         | Statele Unite ale Americii · (Stat liber asociat cu Statele Unite ale Americii, teritoriu neîncorporat, organizat) | Președinte al Statelor Unite ale Americii                                                  | Barack Obama               | 20 ianuarie 2009   |
| Mariane de Nord, Insulele                         | Statele Unite ale Americii · (Stat liber asociat cu Statele Unite ale Americii, teritoriu neîncorporat, organizat) | Guvernator                                                                                 | Benigno Fitial             | 9 ianuarie 2006    |
| Midway, Atolul                                    | Statele Unite ale Americii · (Teritoriu neîncorporat, neorganizat, nelocuit)                                       | Președinte al Statelor Unite ale Americii                                                  | Barack Obama               | 20 ianuarie 2009   |
| Midway, Atolul                                    | Statele Unite ale Americii · (Teritoriu neîncorporat, neorganizat, nelocuit)                                       | Directori ai Servicului Pescuitului și Faunei al Statelor Unite ale Americii (succesivi)   | Daniel M. Ashe             | 1 iulie 2011       |
| Midway, Atolul                                    | Statele Unite ale Americii · (Teritoriu neîncorporat, neorganizat, nelocuit)                                       | Directori ai Servicului Pescuitului și Faunei al Statelor Unite ale Americii (succesivi)   | Rowan W. Gould (interimar) | 21 februarie 2010  |
| Navasa, Insula                                    | Statele Unite ale Americii · (Teritoriu neîncorporat, neorganizat, nelocuit)                                       | Președinte al Statelor Unite ale Americii                                                  | Barack Obama               | 20 ianuarie 2009   |
| Navasa, Insula                                    | Statele Unite ale Americii · (Teritoriu neîncorporat, neorganizat, nelocuit)                                       | Directori ai Servicului Pescuitului și Faunei al Statelor Unite ale Americii (succesivi)   | Daniel M. Ashe             | 1 iulie 2011       |
| Navasa, Insula                                    | Statele Unite ale Americii · (Teritoriu neîncorporat, neorganizat, nelocuit)                                       | Directori ai Servicului Pescuitului și Faunei al Statelor Unite ale Americii (succesivi)   | Rowan W. Gould (interimar) | 21 februarie 2010  |
| Palmyra, Atolul                                   | Statele Unite ale Americii · (Teritoriu neîncorporat, neorganizat, nelocuit)                                       | Președinte al Statelor Unite ale Americii                                                  | Barack Obama               | 20 ianuarie 2009   |
| Palmyra, Atolul                                   | Statele Unite ale Americii · (Teritoriu neîncorporat, neorganizat, nelocuit)                                       | Directori ai Servicului Pescuitului și Faunei al Statelor Unite ale Americii , (succesivi) | Daniel M. Ashe             | 1 iulie 2011       |
| Palmyra, Atolul                                   | Statele Unite ale Americii · (Teritoriu neîncorporat, neorganizat, nelocuit)                                       | Directori ai Servicului Pescuitului și Faunei al Statelor Unite ale Americii , (succesivi) | Rowan W. Gould (interimar) | 21 februarie 2010  |
| Palmyra, Atolul                                   | Statele Unite ale Americii · (Teritoriu neîncorporat, neorganizat, nelocuit)                                       | Subsecretar pentru Afacerile Insulare al Statelor Unite ale Americii ,                     | Anthony M. Babuta          | septembrie 2009    |
| Palmyra, Atolul                                   | Statele Unite ale Americii · (Teritoriu neîncorporat, neorganizat, nelocuit)                                       | Gestionari (succesivi)                                                                     | Jordan Jokiel              | 2011?              |
| Palmyra, Atolul                                   | Statele Unite ale Americii · (Teritoriu neîncorporat, neorganizat, nelocuit)                                       | Gestionari (succesivi)                                                                     | ? (interimar)              | martie 2009        |
| Porto Rico                                        | Statele Unite ale Americii · (Stat liber asociat, teritoriu neîncorporat, organizat)                               | Președinte al Statelor Unite ale Americii                                                  | Barack Obama               | 20 ianuarie 2009   |
| Porto Rico                                        | Statele Unite ale Americii · (Stat liber asociat, teritoriu neîncorporat, organizat)                               | Guvernator                                                                                 | Luis Fortuño               | 2 ianuarie 2009    |
| Samoa Americană                                   | Statele Unite ale Americii · (Teritoriu neîncorporat, organizat)                                                   | Președinte al Statelor Unite ale Americii                                                  | Barack Obama               | 20 ianuarie 2009   |
| Samoa Americană                                   | Statele Unite ale Americii · (Teritoriu neîncorporat, organizat)                                                   | Guvernator                                                                                 | Togiola Tulafono           | 26 martie 2003     |
| Virgine Americane, Insulele                       | Statele Unite ale Americii · (Teritoriu neîncorporat, organizat)                                                   | Președinte al Statelor Unite ale Americii                                                  | Barack Obama               | 20 ianuarie 2009   |
| Virgine Americane, Insulele                       | Statele Unite ale Americii · (Teritoriu neîncorporat, organizat)                                                   | Guvernator                                                                                 | John de Jongh              | 1 ianuarie 2007    |
| Wake, Insula sau Atolul Wake                      | Statele Unite ale Americii · (Teritoriu neîncorporat, neorganizat, nelocuit)                                       | Președinte al Statelor Unite ale Americii                                                  | Barack Obama               | 20 ianuarie 2009   |
| Wake, Insula sau Atolul Wake                      | Statele Unite ale Americii · (Teritoriu neîncorporat, neorganizat, nelocuit)                                       | Administrator                                                                              | Anthony M. Babuta          | septembrie 2009    |
| Wake, Insula sau Atolul Wake                      | Statele Unite ale Americii · (Teritoriu neîncorporat, neorganizat, nelocuit)                                       | Guvernator                                                                                 | Charles A. Blanchard       | iunie 2009         |

## Teritorii speciale ale Regatului Țărilor de Jos
| Teritoriu                                 | Suveranitate și statut                                                                                     | Funcția                                                                                         | Numele                     | Începând cu       |
| ----------------------------------------- | --- | ----------------------------------------------------------------------------------------------- | -------------------------- | ----------------- |
| Aruba                                     | Țările de Jos · (Stat constitutiv al Regatului Țărilor de Jos)                                             | Regină a Țărilor de Jos                                                                         | Beatrix                    | 30 aprilie 1980   |
| Aruba                                     | Țările de Jos · (Stat constitutiv al Regatului Țărilor de Jos)                                             | Guvernator                                                                                      | Fredis Refunjol            | 1 mai 2004        |
| Aruba                                     | Țările de Jos · (Stat constitutiv al Regatului Țărilor de Jos)                                             | Prim-ministru (ministru preșsdinte)                                                             | Mike Eman                  | 30 octombrie 2009 |
| Bonaire                                   | Țările de Jos · [Municipalitate specială (entitate publlică caraibiană) în cadrul statului Țările de Jos.] | Regină a Țărilor de Jos                                                                         | Beatrix                    | 30 aprilie 1980   |
| Bonaire                                   | Țările de Jos · [Municipalitate specială (entitate publlică caraibiană) în cadrul statului Țările de Jos.] | Prim-ministru al Țărilor de Jos                                                                 | Mark Rutte                 | 14 octombrie 2010 |
| Bonaire                                   | Țările de Jos · [Municipalitate specială (entitate publlică caraibiană) în cadrul statului Țările de Jos.] | Reprezentanți naționali pentru entitățile publice Bonaire, Saba și Sfântul Eustatie (succesivi) | Wilbert Stolte             | 1 mai 2011        |
| Bonaire                                   | Țările de Jos · [Municipalitate specială (entitate publlică caraibiană) în cadrul statului Țările de Jos.] | Reprezentanți naționali pentru entitățile publice Bonaire, Saba și Sfântul Eustatie (succesivi) | Hans Gerritsen (interimar) | 10 octombrie 2010 |
| Bonaire                                   | Țările de Jos · [Municipalitate specială (entitate publlică caraibiană) în cadrul statului Țările de Jos.] | Locotenent guvernator (gezaghebber)                                                             | Glenn Thodé                | 24 octombrie 2008 |
| Curaçao                                   | Țările de Jos · (Stat constitutiv al Regatului Țărilor de Jos)                                             | Regină a Țărilor de Jos                                                                         | Beatrix                    | 30 aprilie 1980   |
| Curaçao                                   | Țările de Jos · (Stat constitutiv al Regatului Țărilor de Jos)                                             | Guvernator                                                                                      | Frits Goedgedrag           | 10 octombrie 2010 |
| Curaçao                                   | Țările de Jos · (Stat constitutiv al Regatului Țărilor de Jos)                                             | Prim-ministru (ministru preșsdinte)                                                             | Gerrit Fransisco Schotte   | 10 octombrie 2010 |
| Saba                                      | Țările de Jos · [Municipalitate specială (entitate publlică caraibiană) în cadrul statului Țările de Jos.] | Regină a Țărilor de Jos                                                                         | Beatrix                    | 30 aprilie 1980   |
| Saba                                      | Țările de Jos · [Municipalitate specială (entitate publlică caraibiană) în cadrul statului Țările de Jos.] | Prim-ministru al Țărilor de Jos                                                                 | Mark Rutte                 | 14 octombrie 2010 |
| Saba                                      | Țările de Jos · [Municipalitate specială (entitate publlică caraibiană) în cadrul statului Țările de Jos.] | Reprezentanți naționali pentru entitățile publice Bonaire, Saba și Sfântul Eustatie (succesivi) | Wilbert Stolte             | 1 mai 2011        |
| Saba                                      | Țările de Jos · [Municipalitate specială (entitate publlică caraibiană) în cadrul statului Țările de Jos.] | Reprezentanți naționali pentru entitățile publice Bonaire, Saba și Sfântul Eustatie (succesivi) | Hans Gerritsen (interimar) | 10 octombrie 2010 |
| Saba                                      | Țările de Jos · [Municipalitate specială (entitate publlică caraibiană) în cadrul statului Țările de Jos.] | Locotenent guvernator (gezaghebber)                                                             | Jonathan G.A. Johnson      | 2 iulie 2008      |
| Sfântul Eustatie (Sint Eustatius)         | Țările de Jos · [Municipalitate specială (entitate publlică caraibiană) în cadrul statului Țările de Jos.] | Regină a Țărilor de Jos                                                                         | Beatrix                    | 30 aprilie 1980   |
| Sfântul Eustatie (Sint Eustatius)         | Țările de Jos · [Municipalitate specială (entitate publlică caraibiană) în cadrul statului Țările de Jos.] | Prim-ministru al Țărilor de Jos                                                                 | Mark Rutte                 | 14 octombrie 2010 |
| Sfântul Eustatie (Sint Eustatius)         | Țările de Jos · [Municipalitate specială (entitate publlică caraibiană) în cadrul statului Țările de Jos.] | Reprezentanți naționali pentru entitățile publice Bonaire, Saba și Sfântul Eustatie (succesivi) | Wilbert Stolte             | 1 mai 2011        |
| Sfântul Eustatie (Sint Eustatius)         | Țările de Jos · [Municipalitate specială (entitate publlică caraibiană) în cadrul statului Țările de Jos.] | Reprezentanți naționali pentru entitățile publice Bonaire, Saba și Sfântul Eustatie (succesivi) | Hans Gerritsen (interimar) | 10 octombrie 2010 |
| Sfântul Eustatie (Sint Eustatius)         | Țările de Jos · [Municipalitate specială (entitate publlică caraibiană) în cadrul statului Țările de Jos.] | Locotenent-guvernator (gezaghebber)                                                             | Gerald Berkel              | 1 aprilie 2010    |
| Sfântul Martin [Sint Maarten (Nederland)] | Țările de Jos · (Stat constitutiv al Regatului Țărilor de Jos)                                             | Regină a Țărilor de Jos                                                                         | Beatrix                    | 30 aprilie 1980   |
| Sfântul Martin [Sint Maarten (Nederland)] | Țările de Jos · (Stat constitutiv al Regatului Țărilor de Jos)                                             | Guvernator                                                                                      | Eugene Holiday             | 10 octombrie 2010 |
| Sfântul Martin [Sint Maarten (Nederland)] | Țările de Jos · (Stat constitutiv al Regatului Țărilor de Jos)                                             | Prim-ministru (ministru preșsdinte)                                                             | Sarah Wescot-Williams      | 10 octombrie 2010 |

## Alte teritorii nesuverane
| Teritoriu                                             | Suveranitate și statut                                                           | Funcția                                                                                             | Numele                                                                                      | Începând cu                           |
| ----------------------------------------------------- | -------------------------------------------------------------------------------- | --------------------------------------------------------------------------------------------------- | ------------------------------------------------------------------------------------------- | ------------------------------------- |
| Adjaria (Acaristan)                                   | Georgia · (Republică autonomă)                                                   | Președinte al Georgiei                                                                              | Miheil Saakașvili                                                                           | 20 ianuarie 2008                      |
| Adjaria (Acaristan)                                   | Georgia · (Republică autonomă)                                                   | Președinte al Consiliului Suprem                                                                    | Mikheil Makharadze                                                                          | 20 iulie 2004                         |
| Adjaria (Acaristan)                                   | Georgia · (Republică autonomă)                                                   | Președinte al Guvernului                                                                            | Levan Varshalomidze                                                                         | 20 iulie 2004                         |
| Alo                                                   | Wallis și Futuna (Regat tradițional)                                             | Administrator superior al Wallis și Futuna                                                          | Michel Jeanjean                                                                             | 12 iulie 2010                         |
| Alo                                                   | Wallis și Futuna (Regat tradițional)                                             | Rege (Tu`i Agaifo)                                                                                  | funcție vacantă                                                                             | 22 ianuarie 2010                      |
| Alo                                                   | Wallis și Futuna (Regat tradițional)                                             | Prim-ministru (Tiafo)                                                                               | Atonio Tuiseka                                                                              | 2008 ?                                |
| Antarctica                                            | Statele semnatare ale Tratatului Antarcticii (Teritoriu cu statut intrenational) | Secretar Executiv al Secretariatului Tratatului Antarctic                                           | Manfred Reinke (Germania)                                                                   | 1 septembrie 2009                     |
| Antarctica Argentiniană                               | Argentina · (Teritoriu revendicat)                                               | Președintă a Națiunii Argentiniene                                                                  | Cristina Fernández de Kirchner                                                              | 10 decembrie 2007                     |
| Antarctica Argentiniană                               | Argentina · (Teritoriu revendicat)                                               | Guvernatoare a provinciei argentiniene Tierra del Fuego, Antarctica și Insulele Atlanticului de Sud | Fabiana Rios                                                                                | 10 decembrie 2007                     |
| Antarctica Braziliană                                 | Brazilia · (Teritoriu revendicat informal)                                       | Președinți ai Republicii Federale Brazilia (succesivi)                                              | Dilma Rousseff                                                                              | 1 ianuarie 2011                       |
| Antarctica Braziliană                                 | Brazilia · (Teritoriu revendicat informal)                                       | Președinți ai Republicii Federale Brazilia (succesivi)                                              | Luiz Inácio Lula da Silva                                                                   | 1 ianuarie 2003                       |
| Antarctica Braziliană                                 | Brazilia · (Teritoriu revendicat informal)                                       | Coordonator al Comisiei Interministeriale Braziliene pentru Resurse Maritimr                        | Julio Soares de Moura Neto                                                                  | 1 martie 2007                         |
| Antarctica Chiliană                                   | Chile · (Teritoriu revendicat)                                                   | Președinte al Republicii Chile                                                                      | Sebastián Piñera                                                                            | 11 martie 2010                        |
| Antarctica Chiliană                                   | Chile · (Teritoriu revendicat)                                                   | Guvernator al provinciei Antartica Chileană                                                         | Nelson Cárcamo Barrera                                                                      | 16 martie 2010                        |
| Athos, Statul Teocratic al Sfîntului Munte            | Grecia · (Republică monastică autonomă)                                          | Șefi ai statului (succesivi)                                                                        | Stavros Dimas                                                                               | 11 nolembrie 2011                     |
| Athos, Statul Teocratic al Sfîntului Munte            | Grecia · (Republică monastică autonomă)                                          | Șefi ai statului (succesivi)                                                                        | Stavros Lambrinidis                                                                         | 17 iunie 2011                         |
| Athos, Statul Teocratic al Sfîntului Munte            | Grecia · (Republică monastică autonomă)                                          | Șefi ai statului (succesivi)                                                                        | Dimitrios Droutsas                                                                          | 7 septembrie 2010                     |
| Athos, Statul Teocratic al Sfîntului Munte            | Grecia · (Republică monastică autonomă)                                          | Administrator laic                                                                                  | Aristos Kasmiroglou                                                                         | 31 mai 2010                           |
| Athos, Statul Teocratic al Sfîntului Munte            | Grecia · (Republică monastică autonomă)                                          | Lider spiritual                                                                                     | Bartolomeu I                                                                                | 22 octombrie 1991                     |
| Athos, Statul Teocratic al Sfîntului Munte            | Grecia · (Republică monastică autonomă)                                          | Protoi (succesivi)                                                                                  | geron Barnabas (Mănăstirea Vatopedu)                                                        | 14 iunie 2011                         |
| Athos, Statul Teocratic al Sfîntului Munte            | Grecia · (Republică monastică autonomă)                                          | Protoi (succesivi)                                                                                  | geron Pavlos (Mănăstirea Marea Lavră)                                                       | 14 iunie 2010                         |
| Azore, Insulele                                       | Portugalia · (Regiune autonomă)                                                  | Președinte al Republicii Portugheze                                                                 | Aníbal Cavaco Silva                                                                         | 9 martie 2006                         |
| Azore, Insulele                                       | Portugalia · (Regiune autonomă)                                                  | Reprezentanți ai Republicii Portugheze (succesivi)                                                  | Pedro Manuel dos Reis Alves Catarino                                                        | 11 aprilie 2011                       |
| Azore, Insulele                                       | Portugalia · (Regiune autonomă)                                                  | Reprezentanți ai Republicii Portugheze (succesivi)                                                  | José António Mesquita                                                                       | 30 martie 2006                        |
| Azore, Insulele                                       | Portugalia · (Regiune autonomă)                                                  | Președinte al Guvernului                                                                            | Carlos Manuel Martins do Vale César                                                         | 9 noiembrie 1996                      |
| Åland, Insulele (sau Insulele Aaland)                 | Finlanda · (Regiune autonomă)                                                    | Președinte al Republicii Finlanda                                                                   | Tarja Halonen                                                                               | 1 martie 2000                         |
| Åland, Insulele (sau Insulele Aaland)                 | Finlanda · (Regiune autonomă)                                                    | Guvernator (Landshövding)                                                                           | Peter Lindbäck                                                                              | 5 martie 1999                         |
| Åland, Insulele (sau Insulele Aaland)                 | Finlanda · (Regiune autonomă)                                                    | Prim-miniștri (lantråder) (succesivi)                                                               | Camilla Gunell                                                                              | 25 noiembrie 2011                     |
| Åland, Insulele (sau Insulele Aaland)                 | Finlanda · (Regiune autonomă)                                                    | Prim-miniștri (lantråder) (succesivi)                                                               | Viveka Emilia Eriksson                                                                      | 26 noiembrie 2007                     |
| Badahșanul de Munte (sau Gorno Badahșan, GBAO)        | Tadjikistan · (Regiune autonomă)                                                 | Președinte al Republicii Tadjikistan                                                                | Emomali Rahmon                                                                              | 19 noiembrie 1992                     |
| Badahșanul de Munte (sau Gorno Badahșan, GBAO)        | Tadjikistan · (Regiune autonomă)                                                 | Președinte al Hukumat                                                                               | Kadyr Kasymov                                                                               | 25 noiembrie 2006                     |
| Bajo Nuevo, Bancul (sau Insula Petrel)                | Columbia · (Insulǎ nelocuitǎ)                                                    | Președinte al Republicii Columbia                                                                   | Juan Manuel Santos                                                                          | 7 august 2010                         |
| Bajo Nuevo, Bancul (sau Insula Petrel)                | Columbia · (Insulǎ nelocuitǎ)                                                    | Guvernatori ai departamentului San Andrés y Providencia (succesivi)                                 | Pedro Claver Gallardo Forbes                                                                | 1 ianuarie 2008                       |
| Barbuda                                               | Antigua și Barbuda · (Depedență autonomă)                                        | Regină a Antiguei și Barbudei                                                                       | Elisabeta a II-a                                                                            | 1 noiembrie 1981                      |
| Barbuda                                               | Antigua și Barbuda · (Depedență autonomă)                                        | Guvernatoare generală a Antiguei și Barbudei                                                        | dame Louise Lake-Tack                                                                       | 17 iulie 2007                         |
| Barbuda                                               | Antigua și Barbuda · (Depedență autonomă)                                        | Președinte al Consiliului Barbudei                                                                  | Kelvin Punter                                                                               | 31 martie 2009                        |
| Bougainville, Insulele                                | Papua Noua Guinee · (Regiune autonomă)                                           | Regină a Papua Noua Guinee                                                                          | Elisabeta a II-a                                                                            | 16 septembrie 1971                    |
| Bougainville, Insulele                                | Papua Noua Guinee · (Regiune autonomă)                                           | Guvernatori generali ai Papua Noua Guinee (în concurență)                                           | Jeffery Nape , (interimar) (corevendicator din 14 decembrie 2011 până în 19 decembrie 2011) | 14 decembrie 2011 - 19 decembrie 2011 |
| Bougainville, Insulele                                | Papua Noua Guinee · (Regiune autonomă)                                           | Guvernatori generali ai Papua Noua Guinee (în concurență)                                           | sir Michael Ogio , (corevendicator din 14 decembrie 2011 până în 19 decembrie 2011)         | 20 decembrie 2010                     |
| Bougainville, Insulele                                | Papua Noua Guinee · (Regiune autonomă)                                           | Președinte                                                                                          | John Momis                                                                                  | 10 ianuarie 2010                      |
| Canare, Insulele                                      | Spania · (Comunitate autonomă a Spaniei)                                         | Rege al Spaniei                                                                                     | Juan Carlos I                                                                               | 22 noiembrie 1975                     |
| Canare, Insulele                                      | Spania · (Comunitate autonomă a Spaniei)                                         | Delegate ale Guvernului spaniol (succesivi)                                                         | María del Carmen Hernández Bento                                                            | 31 decembrie 2011                     |
| Canare, Insulele                                      | Spania · (Comunitate autonomă a Spaniei)                                         | Delegate ale Guvernului spaniol (succesivi)                                                         | Dominica Fernández Fernández                                                                | 2 aprilie 2011                        |
| Canare, Insulele                                      | Spania · (Comunitate autonomă a Spaniei)                                         | Delegate ale Guvernului spaniol (succesivi)                                                         | Carolina Darias San Sebastián                                                               | 17 mai 2008                           |
| Canare, Insulele                                      | Spania · (Comunitate autonomă a Spaniei)                                         | Președinte al Guvernului                                                                            | Paulino Rivero                                                                              | 13 iulie 2007                         |
| Carriacou și Petite Martinique                        | Grenada · (Dependență de jure autonomă)                                          | Regină a Grenadei                                                                                   | Elisabeta a II-a                                                                            | 7 februarie 1974                      |
| Carriacou și Petite Martinique                        | Grenada · (Dependență de jure autonomă)                                          | Guvernator general al Grenadei                                                                      | sir Carlyle Glean                                                                           | 27 noiembrie 2008                     |
| Carriacou și Petite Martinique                        | Grenada · (Dependență de jure autonomă)                                          | Ministru însărcinat cu Carriacou și Petite Martinique                                               | George Prime                                                                                | 9 iulie 2008                          |
| Ceuta                                                 | Spania · (Oraș autonom al Spaniei)                                               | Rege al Spaniei                                                                                     | Juan Carlos I                                                                               | 22 noiembrie 1975                     |
| Ceuta                                                 | Spania · (Oraș autonom al Spaniei)                                               | Delegați ai Guvernului spaniol (succesivi)                                                          | Francisco Antonio González Pérez                                                            | 31 decembrie 2011                     |
| Ceuta                                                 | Spania · (Oraș autonom al Spaniei)                                               | Delegați ai Guvernului spaniol (succesivi)                                                          | José Fernández Chacón                                                                       | 1 mai 2008                            |
| Ceuta                                                 | Spania · (Oraș autonom al Spaniei)                                               | Primar președinte                                                                                   | Juan Jesús Vivas Lara                                                                       | 7 februarie 2001                      |
| Crimeea                                               | Ucraina · (Republică autonomă)                                                   | Președinte al Republicii Ucraina                                                                    | Viktor Ianukovici                                                                           | 25 februarie 2010                     |
| Crimeea                                               | Ucraina · (Republică autonomă)                                                   | Reprezentanți ai președintelui Ucrainei (succesivi)                                                 | Viktor Plakida (interimar)                                                                  | 8 iunie 2011                          |
| Crimeea                                               | Ucraina · (Republică autonomă)                                                   | Reprezentanți ai președintelui Ucrainei (succesivi)                                                 | Volodymyr Yatsuba                                                                           | 12 ianuarie 2011                      |
| Crimeea                                               | Ucraina · (Republică autonomă)                                                   | Reprezentanți ai președintelui Ucrainei (succesivi)                                                 | Viktor Plakida (interimar)                                                                  | 13 octombrie 2010                     |
| Crimeea                                               | Ucraina · (Republică autonomă)                                                   | Președinte al Consiliului Suprem                                                                    | Volodymyr Konstantynov                                                                      | 17 martie 2010                        |
| Crimeea                                               | Ucraina · (Republică autonomă)                                                   | Prim-miniștri (succesivi)                                                                           | Anatoliy Mogilev                                                                            | 11 noiembrie 2011                     |
| Crimeea                                               | Ucraina · (Republică autonomă)                                                   | Prim-miniștri (succesivi)                                                                           | Pavel Burlakov                                                                              | 17 august 2011                        |
| Crimeea                                               | Ucraina · (Republică autonomă)                                                   | Prim-miniștri (succesivi)                                                                           | Vasiliy Dzharty                                                                             | 17 martie 2010                        |
| Feroe, Insulele (sau Insulele Færøerne)               | Danemarca · (Regiune autonomă)                                                   | Regină a Danemarcei                                                                                 | Margareta a II-a                                                                            | 14 ianuarie 1972                      |
| Feroe, Insulele (sau Insulele Færøerne)               | Danemarca · (Regiune autonomă)                                                   | Înalt comisar (Rigsombudsmand)                                                                      | Dan M. Knudsen                                                                              | 1 ianuarie 2008                       |
| Feroe, Insulele (sau Insulele Færøerne)               | Danemarca · (Regiune autonomă)                                                   | Prim-ministru (Løgmað)                                                                              | Kaj Leo Johannesen                                                                          | 26 septembrie 2008                    |
| Galapagos, Insulele (sau Arhipelagul Colón)           | Ecuador · (Provincie)                                                            | Președinte al Republicii Ecuador                                                                    | Rafael Correa                                                                               | 15 ianuarie 2007                      |
| Galapagos, Insulele (sau Arhipelagul Colón)           | Ecuador · (Provincie)                                                            | Guvernator                                                                                          | Jorge Alfredo Torres Pallo ,                                                                | 18 septembrie 2008                    |
| Galapagos, Insulele (sau Arhipelagul Colón)           | Ecuador · (Provincie)                                                            | Președinți ai Consiliului de Guvernare cu Regim Special (succesivi)                                 | Jorge Alfredo Torres Pallo ,                                                                | 11 octombrie 2011                     |
| Galapagos, Insulele (sau Arhipelagul Colón)           | Ecuador · (Provincie)                                                            | Președinți ai Consiliului de Guvernare cu Regim Special (succesivi)                                 | Fabián Zapata                                                                               | 8 aprile 2010                         |
| Găgăuzia (sau Gagauz-Yeri)                            | Moldova, Republica (District autonom)                                            | Președinte al Republicii Moldova                                                                    | Marian Lupu (interimar)                                                                     | 30 decembrie 2010                     |
| Găgăuzia (sau Gagauz-Yeri)                            | Moldova, Republica (District autonom)                                            | Guvernator                                                                                          | Mihail Formuzal                                                                             | 29 decembrie 2006                     |
| Gilgit-Baltistan                                      | Pakistan · (Provincie autonomâ)                                                  | Președinte al Republicii Pakistan                                                                   | Asif Ali Zardari                                                                            | 9 septembrie 2008                     |
| Gilgit-Baltistan                                      | Pakistan · (Provincie autonomâ)                                                  | Guvernatori (succesivi)                                                                             | Karam Ali Shah                                                                              | 1 februarie 2011                      |
| Gilgit-Baltistan                                      | Pakistan · (Provincie autonomâ)                                                  | Guvernatori (succesivi)                                                                             | Wazir Baig (interimar)                                                                      | 15 septembrie 2010                    |
| Gilgit-Baltistan                                      | Pakistan · (Provincie autonomâ)                                                  | Ministru Șef                                                                                        | Syed Mehdi Shah                                                                             | 12 decembrie 2009                     |
| Groenlanda                                            | Danemarca · (Regiune autonomă)                                                   | Regină a Danemarcei                                                                                 | Margareta a II-a                                                                            | 14 ianuarie 1972                      |
| Groenlanda                                            | Danemarca · (Regiune autonomă)                                                   | Înalți comisari (Rigsombudsmanden) (succesivi)                                                      | Mikaela Engell                                                                              | 1 aprilie 2011                        |
| Groenlanda                                            | Danemarca · (Regiune autonomă)                                                   | Înalți comisari (Rigsombudsmanden) (succesivi)                                                      | Søren Hald Møller                                                                           | 1 aprilie 2005                        |
| Groenlanda                                            | Danemarca · (Regiune autonomă)                                                   | Premier (conducător al Guvernului Landsstyreformand)                                                | Kuupik Kleist                                                                               | 12 iunie 2009                         |
| Hong Kong (sau Xianggang)                             | China (Regiune administrativă specială)                                          | Președinte al Republicii Populare Chineze                                                           | Hu Jintao                                                                                   | 15 martie 2003                        |
| Hong Kong (sau Xianggang)                             | China (Regiune administrativă specială)                                          | Șef al executivului                                                                                 | Donald Tsang                                                                                | 24 iunie 2005                         |
| Karakalpakstan                                        | Uzbekistan · (Republică autonomă)                                                | Președinte al Republicii Uzbekistan                                                                 | Islam Karimov                                                                               | 24 martie 1990                        |
| Karakalpakstan                                        | Uzbekistan · (Republică autonomă)                                                | Președinte al Jokargy Kenes                                                                         | Musa Yerniyazov                                                                             | 2 mai 2002                            |
| Karakalpakstan                                        | Uzbekistan · (Republică autonomă)                                                | Președinte al Consiliului de Miniștri                                                               | Bakhodir Yangiboyev                                                                         | 3 martie 2006                         |
| Kurdistanul Irackian                                  | Irak · (Regiune autonomă)                                                        | Președinte al Republicii Irak                                                                       | Jalal Talabani                                                                              | 7 aprilie 2005                        |
| Kurdistanul Irackian                                  | Irak · (Regiune autonomă)                                                        | Președinte                                                                                          | Massoud Barzani ,                                                                           | 14 iunie 2005                         |
| Kurdistanul Irackian                                  | Irak · (Regiune autonomă)                                                        | Prim-ministru                                                                                       | Barham Salih                                                                                | 28 octombrie 2009                     |
| Macao (sau Àomén)                                     | China (Regiune administrativă specială)                                          | Președinte al Republicii Populare Chineze                                                           | Hu Jintao                                                                                   | 15 martie 2003                        |
| Macao (sau Àomén)                                     | China (Regiune administrativă specială)                                          | Șef al executivului                                                                                 | Fernando Chui Sai On                                                                        | 20 decembrie 2009                     |
| Madeira, Insulele                                     | Portugalia · (Regiune autonomă)                                                  | Președinte al Republicii Portugheze                                                                 | Aníbal Cavaco Silva                                                                         | 9 martie 2006                         |
| Madeira, Insulele                                     | Portugalia · (Regiune autonomă)                                                  | Reprezentanți ai Republicii Portugheze (succesivi)                                                  | Irineu Cabral Barreto                                                                       | 11 aprilie 2011                       |
| Madeira, Insulele                                     | Portugalia · (Regiune autonomă)                                                  | Reprezentanți ai Republicii Portugheze (succesivi)                                                  | Antero Alves Monteiro Diniz                                                                 | 30 martie 2006                        |
| Madeira, Insulele                                     | Portugalia · (Regiune autonomă)                                                  | Președinte al Guvernului                                                                            | Alberto João Jardim                                                                         | 17 martie 1978                        |
| Melilla                                               | Spania · (Oraș autonom al Spaniei)                                               | Rege al Spaniei                                                                                     | Juan Carlos I                                                                               | 22 noiembrie 1975                     |
| Melilla                                               | Spania · (Oraș autonom al Spaniei)                                               | Delegați ai Guvernului spaniol (succesivi)                                                          | Abdelmalik El Barkani Abdelkader                                                            | 31 decembrie 2011                     |
| Melilla                                               | Spania · (Oraș autonom al Spaniei)                                               | Delegați ai Guvernului spaniol (succesivi)                                                          | Antonio María Claret García                                                                 | 1 aprilie 2011                        |
| Melilla                                               | Spania · (Oraș autonom al Spaniei)                                               | Delegați ai Guvernului spaniol (succesivi)                                                          | Gregorio Francisco Escobar Marcos                                                           | 1 mai 2008                            |
| Melilla                                               | Spania · (Oraș autonom al Spaniei)                                               | Primar președinte                                                                                   | Juan José Imbroda Ortiz                                                                     | 19 iulie 2000                         |
| Mindanao musulman                                     | Filipine · (Regiune autonomă)                                                    | Președinte al Republicii Filipine                                                                   | Benigno Aquino III                                                                          | 30 iunie 2010                         |
| Mindanao musulman                                     | Filipine · (Regiune autonomă)                                                    | Guvernatori (succesivi)                                                                             | Mujiv Hataman (oficial responsabil) (interimar)                                             | 22 decembrie 2011                     |
| Mindanao musulman                                     | Filipine · (Regiune autonomă)                                                    | Guvernatori (succesivi)                                                                             | Ansaruddin M. Alonto Adiong (interimar)                                                     | 5 decembrie 2009                      |
| Nahicivan                                             | Azerbaidjan · (Republică autonomă)                                               | Președinte al Republicii Azerbaidjan                                                                | Ilham Aliyev ,                                                                              | 15 octombrie 2003                     |
| Nahicivan                                             | Azerbaidjan · (Republică autonomă)                                               | Președinte al Consiliului Suprem                                                                    | Vasif Talıbov                                                                               | 16 decembrie 1995                     |
| Nahicivan                                             | Azerbaidjan · (Republică autonomă)                                               | Prim-ministru                                                                                       | Alovsat Bakhshiyev                                                                          | 2000                                  |
| Nevis, Insula                                         | Sfântul Cristofor și Nevis · (Insulă autonomă)                                   | Regină a Sfântului Cristofor și Nevisului                                                           | Elisabeta a II-a                                                                            | 19 septembrie 1979                    |
| Nevis, Insula                                         | Sfântul Cristofor și Nevis · (Insulă autonomă)                                   | Guvernator general ai Sfântului Cristofor și Nevisului                                              | Cuthbert Sebastian                                                                          | 1 ianuarie 1996                       |
| Nevis, Insula                                         | Sfântul Cristofor și Nevis · (Insulă autonomă)                                   | Viceguvernator general                                                                              | Eustace John                                                                                | 15 ianuarie 1994                      |
| Nevis, Insula                                         | Sfântul Cristofor și Nevis · (Insulă autonomă)                                   | Prim-ministru                                                                                       | Joseph Parry                                                                                | 11 iulie 2006                         |
| Paștelui, Insula                                      | Chile · (Provincie)                                                              | Președinte al Republicii Chile                                                                      | Sebastián Piñera                                                                            | 11 martie 2010                        |
| Paștelui, Insula                                      | Chile · (Provincie)                                                              | Guvernator                                                                                          | Carmen Cardinali Paoa                                                                       | 6 septembrie 2010                     |
| Paștelui, Insula                                      | Chile · (Provincie)                                                              | Primar                                                                                              | Luz Zasso Paoa                                                                              | 6 decembrie 2008                      |
| Principe, Insula                                      | São Tomé și Príncipe · (Provincie cu autoguvernare)                              | Președinți ai Republicii Sao Tome și Principe (succesivi)                                           | Manuel Pinto da Costa                                                                       | 3 septembrie 2011                     |
| Principe, Insula                                      | São Tomé și Príncipe · (Provincie cu autoguvernare)                              | Președinți ai Republicii Sao Tome și Principe (succesivi)                                           | Fradique de Menezes                                                                         | 23 iulie 2003                         |
| Principe, Insula                                      | São Tomé și Príncipe · (Provincie cu autoguvernare)                              | Președinte al guvernului regional                                                                   | José Cardoso Cassandra                                                                      | 5 octombrie 2006                      |
| Prințul Eduard, Insulele                              | Africa de Sud · (Insule izolate și nelocuite atașate orașului Cape Town)         | Președinte al Republicii Africa de Sud                                                              | Jacob Zuma                                                                                  | 9 mai 2009                            |
| Prințul Eduard, Insulele                              | Africa de Sud · (Insule izolate și nelocuite atașate orașului Cape Town)         | Primari ai orașului Cape Town (succesivi)                                                           | Patricia de Lille                                                                           | 1 iunie 2011                          |
| Prințul Eduard, Insulele                              | Africa de Sud · (Insule izolate și nelocuite atașate orașului Cape Town)         | Primari ai orașului Cape Town (succesivi)                                                           | Dan Plato                                                                                   | 12 mai 2009                           |
| Prințul Eduard, Insulele                              | Africa de Sud · (Insule izolate și nelocuite atașate orașului Cape Town)         | Director al Biroului Antarcticii și Insulelor                                                       | Henry Valentine                                                                             | 2000                                  |
| Rodrigues, Insula                                     | Mauritius · (Insulă autonomă)                                                    | Președinte al Republicii Mauritius                                                                  | Anerood Jugnauth                                                                            | 7 octombrie 2003                      |
| Rodrigues, Insula                                     | Mauritius · (Insulă autonomă)                                                    | Comisari Șefi (succesivi)                                                                           | Gaëtan Jhabeemissur                                                                         | 12 ianuarie 2011                      |
| Rodrigues, Insula                                     | Mauritius · (Insulă autonomă)                                                    | Comisari Șefi (succesivi)                                                                           | Johnson Roussety                                                                            | 4 august 2006                         |
| Rodrigues, Insula                                     | Mauritius · (Insulă autonomă)                                                    | Director General                                                                                    | Joseph Ah-Leong Chang-Siow                                                                  | 24 august 2010                        |
| Bancul Rosalind (sau Bancul Rosalinda sau Rosa Linda) | Columbia · (Atol submers nelocuit)                                               | Președinte al Republicii Columbia                                                                   | Juan Manuel Santos                                                                          | 7 august 2010                         |
| Bancul Rosalind (sau Bancul Rosalinda sau Rosa Linda) | Columbia · (Atol submers nelocuit)                                               | Guvernator al departamentului San Andrés y Providencia                                              | Pedro Claver Gallardo Forbes                                                                | 1 ianuarie 2008                       |
| Rosalind, Bancul                                      | Columbia · (Insulǎ nelocuitǎ)                                                    | Președinte al Republicii Columbia                                                                   | Juan Manuel Santos                                                                          | 7 august 2010                         |
| Rosalind, Bancul                                      | Columbia · (Insulǎ nelocuitǎ)                                                    | Guvernator al departamentului San Andrés y Providencia                                              | Pedro Claver Gallardo Forbes                                                                | 1 ianuarie 2008                       |
| Sigavé                                                | Wallis și Futuna (Regat tradițional)                                             | Administrator superior al Wallis și Futuna                                                          | Michel Jeanjean                                                                             | 12 iulie 2010                         |
| Sigavé                                                | Wallis și Futuna (Regat tradițional)                                             | Rege (Sau)                                                                                          | Polikalepo Kolivai                                                                          | 1 iulie 2010                          |
| Sigavé                                                | Wallis și Futuna (Regat tradițional)                                             | Prim-ministru (Kaifakaului)                                                                         | Lusiano Soko                                                                                | 2006 ?                                |
| Tobago, Insula                                        | Trinidad și Tobago (Regiune autonomă)                                            | Președinte al Republicii Trinidad și Tobago                                                         | George Maxwell Richards                                                                     | 17 martie 2003                        |
| Tobago, Insula                                        | Trinidad și Tobago (Regiune autonomă)                                            | Secretar șef al Camerii Adunării                                                                    | Orville London                                                                              | 29 ianuarie 2001                      |
| Uvea                                                  | Wallis și Futuna (Regat tradițional)                                             | Administrator superior Wallis și Futuna                                                             | Michel Jeanjean                                                                             | 12 iulie 2010                         |
| Uvea                                                  | Wallis și Futuna (Regat tradițional)                                             | Rege (Lavelua)                                                                                      | Kapeliele „Gabriel" Faupala                                                                 | 25 iulie 2008                         |
| Uvea                                                  | Wallis și Futuna (Regat tradițional)                                             | Prim-miniștri (Kalae Kivalu) (succesivi)                                                            | Setefano Hanisi                                                                             | 12 noiembrie 2011                     |
| Uvea                                                  | Wallis și Futuna (Regat tradițional)                                             | Prim-miniștri (Kalae Kivalu) (succesivi)                                                            | Tomasi Manuhaapai                                                                           | 9 iunie 2009                          |
| Voivodina                                             | Serbia · (Provincie autonomă)                                                    | Președinte al Republicii Serbia                                                                     | Boris Tadić                                                                                 | 11 iulie 2004                         |
| Voivodina                                             | Serbia · (Provincie autonomă)                                                    | Președinte al Adunǎrii                                                                              | Šandor Egereši                                                                              | 16 iulie 2008                         |
| Voivodina                                             | Serbia · (Provincie autonomă)                                                    | Președinte al Guvernului                                                                            | Bojan Pajtić                                                                                | 14 decembrie 2009                     |
| Zanzibar, Arhipelagul                                 | Tanzania · (Entitate administrativă autonomă)                                    | Președinte al Republicii Tanzania                                                                   | Jakaya Mrisho Kikwete                                                                       | 21 decembrie 2005                     |
| Zanzibar, Arhipelagul                                 | Tanzania · (Entitate administrativă autonomă)                                    | Președinte                                                                                          | Ali Mohamed Shein                                                                           | 3 noiembrie 2010                      |

## Teritorii nesuverane neutre sau cu statut contestat
| Teritoriu         | Suveranitate și statut |
| ----------------- | --- |
| Paracel, Insulele | Arhipelag ocupat de facto de Republica Populară Chineză. Revendicat de Taiwan și de Vietnam. |
| Spratly, Insulele | Arhipelag revendicat integral de Republica Populară Chineză, Taiwan și Vietnam. Porțiuni revendicate de Filipine și Malaezia. Brunei revendică o zonă de pescuit care se suprapune peste insulele de sud dar nu a formulat revendicări formale. 45 de insule sunt ocupate de mici forțe militare ale Republicii Populare Chineze, Taiwanului, Filipinelor și Malaeziei. |
| Țara Marie Byrd   | Teritoriu nerevendicat, considerat ca aparținând Statelor Unite ale Americii, deși nu există o revendicare formală. |

## Guverne în exil și / sau alternative
| Entitate                                                 | Suveranitate recunoscută Internațional În concurență cu (Statut) | Funcția                                                                 | Numele                                                                        | Începând cu       |
| -------------------------------------------------------- | --- | ----------------------------------------------------------------------- | ----------------------------------------------------------------------------- | ----------------- |
| Republica Autonemă Abhazia (vezi și : §2)                | Georgia · Guvernul Republicii independente Abhazia · (Guvernul Republicii Autoneme Abhazia) | Președinte al Consliului Suprem                                         | Elguja Gvazava                                                                | 20 martie 2009    |
| Republica Autonemă Abhazia (vezi și : §2)                | Georgia · Guvernul Republicii independente Abhazia · (Guvernul Republicii Autoneme Abhazia) | Președinte al Guvernului                                                | Giorgi Baramia                                                                | 19 iunie 2009     |
| Awdalland                                                | Somalia · Guvernul Republicii Somalia · Somaliland · (Guvernul statului autonom Awdalland) | Președinte                                                              | Mahdi Isaaq?                                                                  | 2009?             |
| Azania                                                   | Somalia · Guvernul Republicii Somalia · (Guvernul statului autonom Azania) | Președinte                                                              | Abdi Mohamed „Gandhi"                                                         | 3 aprilie 2011    |
| Republica Populară Belarus                               | Belarus Guvernul Republicii Belarus (Guvernul Republicii Populare Belarus) | Președintă a Radei                                                      | Ivonka Survilla                                                               | 1997              |
| Emiratul Caucaz                                          | Rusia · Guvernul Federației Ruse · Administrațiile unor diviziuni administrative ale Federației Ruse · (Entitatea Emiratul Caucaz)                                                                                           | Emir                                                                    | Dokou Oumarov                                                                 | 11 octombrie 2007 |
| Guvernul Alternativ al Estoniei                          | Estonia · Guvernul Republicii Estonia · (Guvern succesor al guvernului în exil din timpul ocupației sovietice) | Președinte                                                              | Kalev Ots                                                                     | 28 noiembrie 2003 |
| Guvernul Alternativ al Estoniei                          | Estonia · Guvernul Republicii Estonia · (Guvern succesor al guvernului în exil din timpul ocupației sovietice) | Prim-ministru                                                           | Ahti Mänd (prim-ministru adjunct)                                             | 7 decembrie 2003  |
| , Galmudug                                               | Somalia · Guvernul Republicii Somalia · (Guvernul statului autonom Galmudug) | Președinte                                                              | Barre Adan Shire Hiiraale                                                     | 2007              |
| Gaza, Fȃșia (vezi și : §6)                               | Autoritatea Națională Palestiniană Guvernul Autoritǎții Naționale Palestiniene (Guvern alternativ al Hamas ȋn Fâșia Gaza) | Președinte                                                              | Abdel Aziz Doweik , (interimar) (corevendicator începând cu 15 ianuarie 2009) | 15 ianuarie 2009  |
| Gaza, Fȃșia (vezi și : §6)                               | Autoritatea Națională Palestiniană Guvernul Autoritǎții Naționale Palestiniene (Guvern alternativ al Hamas ȋn Fâșia Gaza) | Prim-ministru                                                           | Ismail Haniyeh , (corevendicator începând cu 17 iunie 2007)                   | 15 iunie 2007     |
| Himan și Heeb                                            | Somalia · Guvernul Republicii Somalia · (Guvernul statului autonom Himan și Heeb) | Președinte                                                              | Mohamed Abdullahi Aden                                                        | 12 iunie 2008     |
| Kosovo (vezi și : §2)                                    | Kosovo · Guvernul Kosovo · ( Provincia Autonomă Kosovo și Metohia · (Administrația sȃrbǎ în exil) | Ministru pentru Kosovo și Metohia                                       | Goran Bogdanović                                                              | 7 iulie 2008      |
| Kosovo (vezi și : §2)                                    | Kosovo · Guvernul Kosovo · ( Provincia Autonomă Kosovo și Metohia · (Administrația sȃrbǎ în exil) | Prefect al distrctului Kosovo                                           | Goran Arsić                                                                   | 13 decembrie 2007 |
| Kosovo (vezi și : §2)                                    | Kosovo · Guvernul Kosovo · ( Provincia Autonomă Kosovo și Metohia · (Administrația sȃrbǎ în exil) | Prefect al distrctului Kosovo-Pomoravlje                                | Dragan Nikolić                                                                | 2007              |
| Kosovo (vezi și : §2)                                    | Kosovo · Guvernul Kosovo · ( Provincia Autonomă Kosovo și Metohia · (Administrația sȃrbǎ în exil) | Prefect al distrctului Kosovska Mitrovica                               | Radenko Nedeljković                                                           | 13 decembrie 2007 |
| Kosovo (vezi și : §2)                                    | Kosovo · Guvernul Kosovo · ( Provincia Autonomă Kosovo și Metohia · (Administrația sȃrbǎ în exil) | Prefect al distrctului Peć                                              | Stojan Dončić                                                                 | 11 decembrie 2008 |
| Kosovo (vezi și : §2)                                    | Kosovo · Guvernul Kosovo · ( Provincia Autonomă Kosovo și Metohia · (Administrația sȃrbǎ în exil) | Prefect al distrctului Prizren                                          | Jovica Budurić                                                                | 11 decembrie 2008 |
| Kosovo (vezi și : §2)                                    | Kosovo sau Serbia · Guvernul Kosovo sau Administrația sȃrba a Provinciei Autonome Kosovo și Metohia · ( Consiliul Național Sârb al Kosovo și Metohia · (Organ politic ales acționȃnd ca reprezenrant al sȃrbilor din Kosovo) | Președinte al Consiliului                                               | Dragan Velic                                                                  | 3 septembrie 2006 |
| Kosovo (vezi și : §2)                                    | Kosovo sau Serbia · Guvernul Kosovo sau Administrația sȃrba a Provinciei Autonome Kosovo și Metohia · ( Consiliul Național Sârb al Kosovo și Metohia · (Organ politic ales acționȃnd ca reprezenrant al sȃrbilor din Kosovo) | Președintă a Biroului Executiv al Consiliului                           | Rada Trajkovic                                                                | 3 septembrie 2006 |
| Consiliul Național de Tranziție al Libiei (vezi și : §1) | Libya · Guvernul Marii Jamahirii Arabe Libiene Populare Socialiste · (Guvern de țranziție opus regimului Gaddafi) | Continuǎ ca guvern al Libiei – regim de tranziție la Tripoli            |                                                                               | 23 august 2011    |
| Consiliul Național de Tranziție al Libiei (vezi și : §1) | Libya · Guvernul Marii Jamahirii Arabe Libiene Populare Socialiste · (Guvern de țranziție opus regimului Gaddafi) | Președinte al Consiliului Național de Tranziție                         | Moustafa Abdel Jalil , (corevendicator din 5 martie până în 23 august 2011)   | 5 martie 2011     |
| Consiliul Național de Tranziție al Libiei (vezi și : §1) | Libya · Guvernul Marii Jamahirii Arabe Libiene Populare Socialiste · (Guvern de țranziție opus regimului Gaddafi) | Președinte al Consiliului Executiv al Consiliului Național de Tranziție | Mahmoud Jibril , (corevendicator din 5 martie până în 23 august 2011)         | 5 martie 2011     |
| Maluku (Insulelor Moluce) de Sud, Republica              | Indonezia · Guvernul Republicii Indonezia · Administrația provinciei Maluku din cadrul Republicii Indonezia · (Guvernul în exil al Republicii Maluku Selantan)                                                               | Președinte                                                              | John Wattilete                                                                | 17 aprilie 2010   |
| Entitatea Provizorie Osetia de Sud (vezi și : §2)        | Georgia · Guvernul Republicii independente Osetia de Sud · (Guvernul Entității Provizorii Osetia de Sud) | Șef al Administrației Provizorii                                        | Dmitri Sanakoïev                                                              | 10 mai 2007       |
| Puntland                                                 | Somalia · Guvernul Republicii Somalia · (Guvernul statului autonom Puntland) | Președinte                                                              | Abdirahman Mohamud „Farole"                                                   | 11 ianuarie 2009  |
| Administrația Centrală Tibetană                          | China Guvernul Republicii Populare Chineze Administeația Regiunii autonome Xizang din cadrul Republicii Populare Chineze (Guvern în exil)                                                                                    | Dalai Lama                                                              | Tenzin Gyatso                                                                 | 25 august 1939    |
| Administrația Centrală Tibetană                          | China Guvernul Republicii Populare Chineze Administeația Regiunii autonome Xizang din cadrul Republicii Populare Chineze (Guvern în exil)                                                                                    | Președinți ai cabinetului (Kalon Tripa) (prim-miniștri) (succesivi)     | Lobsang Sangay                                                                | 8 august 2011     |
| Administrația Centrală Tibetană                          | China Guvernul Republicii Populare Chineze Administeația Regiunii autonome Xizang din cadrul Republicii Populare Chineze (Guvern în exil)                                                                                    | Președinți ai cabinetului (Kalon Tripa) (prim-miniștri) (succesivi)     | Lobsang Tenzin                                                                | 5 septembrie 2001 |